# バトル・オブ・ブリテン
バトル・オブ・ブリテン（英: Battle of Britain, 独: Luftschlacht um England、仏: Bataille d'Angleterre）とは、第二次世界大戦におけるドイツ空軍とイギリス空軍の戦いのうちで、ドイツによるアシカ作戦（イギリス本土上陸作戦）の前哨戦としてイギリスの制空権の獲得のために行われた一連の航空戦を指す。
イギリス側の粘り強い抗戦によりドイツは戦略目標を達することなく、独ソ戦を前にしてヒトラーによって中止され、イギリスの勝利に終わった、
日本語への翻訳では英国の戦いなどと表記される。

## 概要
本航空戦の期間
1940年5月、ドイツの西方電撃戦の後、英独は講和を行わず、同年7月16日にヒトラーは英本土侵攻を下令した。
第二次世界大戦のヨーロッパ戦線において、1940年7月10日から10月31日までイギリス上空とドーバー海峡でドイツ空軍とイギリス空軍の間で戦われた航空戦であり、史上最大の航空戦と呼ばれる。イギリス上空での戦いが厳密に7月10日から10月31日しかなかったという訳ではないが、戦後、イギリス航空省によって叙勲や褒章（本土決戦記章など）授与のために設定されたものであり、約16週間がイギリス側の公式期間とされている。
コリヤー（初版1966年）はイギリス空軍協会のメモリアルでは開始が8月8日で、イギリス国防省では終了が10月5日と10月31日であるとしている。また、ドイツの歴史家が語る終了の時期はさらに遅く翌年5月など期間には諸説あるため、航空優勢を巡る戦いが激戦となった8月6日から9月15日までの6週間を決戦の時期と論じた。ハウ＆リチャーズ（1994年）もほぼ同様に、「鷲の日」8月12日から9月中旬を本航空戦の核心としている
デイトン（初版1977年）は、バトル・オブ・ブリテンを以下の四段階に区分している。
- 第1段階 海峡航空戦：7月からの1か月間
- 第2段階 鷲攻撃（独: Unternehmen Adler）：「鷲の日（英語版）」前日の8月12日からの1週間
- 第3段階 （英空軍にとっての）重大局面：8月24日から9月6日までの間
- 第4段階 ：9月7日以降

さらにディルディ（初版2018年）は、上記の第3段階を「鷲攻撃　フェーズⅠ・Ⅱ」、第4段階を「鷲攻撃　フェーズⅢ」として細分化している。以降、本記事ではデイトン及びディルディの区分に沿いつつ、1940年初夏から1941年春までの経過を解説する。
全般経過
前哨戦で独空軍はドーバー海峡付近の輸送船や沿岸の港湾を攻撃した。対する英国は、軍民一体となって空軍を支援した。イギリスは近代的なレーダー網を活用して「世界で最も洗練された」防空網を構築しており、またイギリス連邦諸国から人的支援、中立国（当時）アメリカ合衆国からは経済支援を得ることができた。
ドイツ空軍は7月中旬から内陸部の飛行場を狙った空襲を繰り返してイギリス空軍に打撃を与えた。しかし、目標選定の失敗や必要な軍用機の整備不足、途中で主要な空襲目標をロンドンに変えたことなどにより、ドイツ空軍も大きな被害を受けた。8月下旬から9月中旬にかけ、独空軍は大規模な攻勢（鷲攻撃）を行った。9月17日、英国はドイツの英本土上陸作戦を断念させることに成功した。その意味でバトル・オブ・ブリテンの結果は第二次世界大戦の重大な転機となった。独空軍の夜間爆撃は、独ソ戦直前の、翌1941年4月頃まで続いた。
意義、評価
マーレー（初版1985年）は、本航空戦での教訓を航空機生産体制強化に活かさなかったことや、本航空戦以降の独軍パイロットの平均技量低下による機材損耗の増大等から、本航空戦における敗北が、第二次世界大戦におけるドイツ敗北を決したとまで論じている。
一方、英国の大きな勝因は「ダウディング・システム」と通称される、優れた統合防空システムを有した点にあった。
航空戦・エアパワーの研究においては、独空軍による「鷲攻撃」は、攻勢側が作戦最初期にレーダーを破壊することの重要性を広く認識させ、「統合防空システムに対する航空作戦のパターンを確立した」と評される。また本航空戦により、防勢の航空作戦の持つ、政治的・戦略的効果が明らかにされた。

## 背景
1939年9月1日に開始されたポーランド侵攻をスロヴァキアとソ連の参戦で成功させたドイツは翌年の1940年5月、フランス侵攻（西方電撃戦）を開始し、僅か1ヶ月ほどでフランス・ベルギー・オランダを降伏させ、ヨーロッパ大陸における軍事的優勢と主導権を獲得した。しかし、完全勝利を目前にしてドイツ首脳部の判断ミスによってダンケルクに袋の鼠状態であった英仏連合軍将兵34万人がイギリスに撤収することを許した（ダンケルクの戦い、ダイナモ作戦）。
1940年7月16日、総統指示第16号によりイギリス本土上陸作戦の決行が下令されると、ドイツ軍は上陸作戦のための準備を開始し、艀や水陸両用戦車等の用意を始めた。さらに上陸部隊の安全を確保するためドーバー海峡における航空優勢及び制海権の獲得を目指し、ドイツ首脳部は1940年8月2日にイギリス空軍部隊の殲滅をドイツ空軍に指令した。ドイツ空軍は航空作戦を開始してバトル・オブ・ブリテンが始まった。

### ドイツの戦略、地上支援
ドイツ空軍は1933年に正式に創設されたが、1920年代から兵務局防空事務所（参謀本部の偽装名称）においてドクトリンが検討されてきた。空軍創設初期の戦略的課題は、周辺国が脆弱なドイツ軍に対し予防戦争を仕掛ける可能性を排除することだった。ドイツ空軍は思想の上では戦略爆撃に傾斜していたが、仮想敵国が地続きであること・長距離爆撃機開発の技術を持たなかったことから、戦略爆撃部隊を保有することはできなかった。
ドイツは大陸国であり、戦争が始まれば即地上戦が行われる地理的特性を有する。よって、空軍は国境から地続きの戦場において、味方陸軍部隊への近接支援と敵の補給遮断を行うという陸空直協を前提に航空艦隊 (Luftflotte) を基本にして編制され、空軍単独での渡洋攻撃を想定していなかった。また、短期決戦向きの装備であった。こうした方針の下、戦術爆撃機が重視され、長距離爆撃機計画は放棄された。レーダーについても機動性が重視され、ドイツ本国の防衛は軽視されていた。
開戦前の1939年5月時点に、独空軍のハンス・イェションネク参謀総長は、情報分析の結果、英国への戦略的な航空作戦は不可能と結論付けていた。このため1940年6月時点で、対英戦の上陸作戦計画は検討されておらず、戦略計画としてUボートによる経済封鎖や、港湾・石油施設・軍需工場等を標的とした戦略的な航空攻撃があるのみだった。前述の通り空軍力を陸軍の近接支援として運用してきたドイツ軍にあって、空軍が「戦略軍」として、陸軍から独立して作戦計画を立てること自体が初めての試みだった。
ドイツは第二次世界大戦の緒戦で優勢であったが、戦略的視点を欠いていた。ドイツ海軍はノルウェーの戦いで損害を受けていたが、陸軍は海軍の実情を無視して海峡横断作戦の計画を立案した。しかもイギリス海軍は第一次世界大戦から第二次世界大戦に至るまで精強な艦隊を維持しており、ドーバー海峡とイギリス海峡にドイツ海軍の艦艇を派遣することは困難であり、ライン河などの艀（内陸河川用運搬船）を上陸用舟艇に転用し、また空軍輸送機で地上部隊を輸送させなければならなかった。
ヒトラーが『我が闘争』で記した通り、ドイツの主敵はソ連であり、同著で独英伊同盟にも言及する等、英国は関係構築の「努力をする価値」のある国として評価されていた。ヒトラー総統も状況を楽観視し、7月まで英国が和平に応じるものと見込んでいた。中立国スイス、スウェーデン、スペインを通じてイギリスに対して和平を提案した。宥和政策をとるネヴィル・チェンバレン政権下であれば和平も選択肢になり得たが、ウィンストン・チャーチルへと政権が移り、講和の可能性は潰えていた。7月16日、総統指示第16号が発され、アシカ作戦の作戦目的は「対ドイツ戦争の拠点としてのイギリス本土の破滅」であり、「要すれば完全に占領」することとされた。
独空軍のパイロットだったアドルフ・ガーランド（初版1953年）によれば、独軍の戦略目的は次のとおり。
1. 海軍との共同による英本土の封鎖、港湾及び船舶への攻撃
2. アシカ作戦準備段階としての航空優勢確保
3. （ドゥーエ思想の実践による）爆撃による英国の壊滅

ガーランドは7月後半に戦闘機部隊に下令された航空優勢獲得が、どれに結びつくか疑念を呈し、空軍及び国防軍上層部の無計画さを批判している。
- 空軍総司令官ゲーリング国家元帥
- ハンス・イェションネク空軍参謀総長

### イギリスの戦略、早期警戒

英独それぞれの空軍基地とイギリスのレーダー網

ナチ党の権力掌握やドイツの国際連盟脱退を背景に、1934年7月、英国は軍備の拡充計画「A号計画」（英: Expansion Plan A）を承認し、飛行中隊を大幅に増強することとした。しかし翌1935年、総統に就任したアドルフ・ヒトラーがドイツ再軍備宣言を行うと、ドイツと互角の兵力を達成するため、1937年までに112個飛行中隊に増強する「C号計画」が承認され。総選挙を経て翌1936年には、107個飛行中隊（中隊当たりの機数増加）への目標修正、「影の工場」制度による民間企業を転用した航空機増産、中型爆撃機の増加を織り込んだ「F号計画」が承認されるに至った。
これらの軍拡と、仮想敵国の変更（仏→独）は、空軍組織の改編を必要とした。1936年、英空軍では従前のイギリス防空隊（ADGB）を分割して戦闘機軍団が新設され、司令官ヒュー・ダウディング大将は、隷下の戦闘機部隊だけでなく、指揮統制ネットワーク、阻塞気球、さらに（陸軍の）対空火器までをも、戦闘において所管することとなった。
ADGBは、第一次世界大戦の反省から1925年に創設され、監視員の目視をADGB司令部に中継する監視網を構築した。目視の限界から、1934年に航空省は無線電波を飛ばして航空機を発見・捜索するシステムの実用化をワトソン・ワットに依頼した。ミュンヘン会談以降の軍備拡充でダウディングはレーダー監視網の整備を重視し、チェーン・ホーム（CH）20局とこれを補完する低空用のチェーン・ホーム・ロウ（CHL）30局を1940年7月までに整備し「世界最高の防空体制」が整った。CH・CHL局で探知された情報は、最終的に戦闘機軍団司令部作戦室に集約され、現況を女性プロッターがマーカー（兵棋）で地図上に示した。
さらにダウディングはヒュー・トレンチャード退役元帥の協力を受けつつ戦闘機の存在意義を問う声を撥ね退け、軍用機の近代化を後押しした。
フランスからの英派遣軍撤退後の1940年5月27日、英統合参謀本部が最優先の任務として「独軍の本土上陸を可能にする、一切の制空権確保の阻止」と掲げた文書が承認された。これは英陸軍の能力では上陸した独陸軍装甲部隊を駆逐することが困難であるため、英海軍・空軍及び民間防衛（ホーム・ガードも参照）によって着上陸侵攻を阻止すべきことを念頭に置いている。なお同文書は、英国民が夜間爆撃に耐えて士気を維持することや、米国の経済支援に対しては、楽観的な見通しを述べている。
- トレンチャード退役元帥
- エイトケン航空機生産大臣
- ポーリング (ウェスト・サセックス)（英語版）のチェーン・ホーム
- 指揮所におけるプロットの様子

## 部隊編成

### 独空軍
1940年8月における独空軍の部隊編成は下記の通り。各航空軍団（独: Fliegerkorps）・飛行師団（独: Fliegerdivision）には複数の爆撃機航空団（独: Kampfgeschwader）が隷属し、戦闘機軍団（独: Jagdfliegerführer）には複数の戦闘機航空団（独: Jagdgeschwader）・駆逐航空団（独: Zerstörergeschwader）が隷属した。
- 国防軍最高司令部（OKW）
  - 空軍総司令部 （OKL）（司令部：ベルリン（独））
    - 第2航空艦隊（司令部：ブリュッセル（白））
      - 第1航空軍団（司令部：コンピエーニュ（仏））
      - 第2航空軍団（英語版）（司令部：ゲント（白））
      - 第9飛行師団（司令部：アムステルダム（蘭））
      - 戦闘機軍団（司令部：ヴィッサン（英語版）（仏））

    - 第3航空艦隊（司令部：パリ（仏））
      - 第4航空軍団（英語版）（司令部：ディナール（仏））
      - 第5航空軍団（英語版）（司令部：ヴィラクブレー（仏））
      - 第8航空軍団（英語版）（司令部：ドーヴィル（仏））
      - 戦闘機軍団（司令部：シェルブール（仏））

    - 第5航空艦隊（司令部：スタヴァンゲル（諾））
      - 第10航空軍団（英語版）（司令部：スタヴァンゲル（諾））

航空艦隊は様々な機種で構成された航空兵力に、落下傘部隊、高射砲部隊や司令部、補給、法務組織まで備えた独立した戦力単位だった。もともとドイツ国土の4つの各管区に配備されていたが、「艦隊」の名の通り陸軍に付随して西方に機動（移動）し、北欧には第5航空艦隊が増設されたばかりだった。
ドイツ空軍の指揮系統は分裂しており、総統が最高司令官である国防軍最高司令部（OKW）は戦闘作戦自体への責任を負わず、作戦レベルの司令部（航空艦隊等）が担い、空軍総司令部（OKL）は隷下部隊への任務付与等の指針を示していた。特に、作戦計画の細部の立案は、航空艦隊司令官と幕僚に委任されていた。
それぞれが独立かつ完結した能力を持つことは、航空艦隊ごとに相反する天気予報を出したり、整備・補給の面でも統一性にかけ無駄が多く、さらに英側は二つの航空艦隊の担任エリアの間に逃げ込む戦法を取る等、空軍力を主とした運用における重大な欠陥として「鷲攻撃」以前に表面化した。
第2・3航空艦隊合計で双発爆撃機1200機、急降下爆撃機280機、単発戦闘機760機、双発戦闘機220機の航空兵力を有した。爆撃機の内訳は、ドルニエ Do 17、ドルニエ Do 215、ハインケル He 111、そしてユンカース Ju 87であった。この他にノルウェーの展開し始めたばかりで規模が小さい第5航空艦隊も限定的な支援を行い、その兵力は爆撃機130機、双発戦闘機30機で、他に長距離偵察機30機があった。
- 第2航空艦隊司令官ケッセルリンク元帥
- 第3航空艦隊司令官シュペルレ元帥
- 第5航空艦隊司令官ハンス＝ユルゲン・シュトゥムプフ上級大将

### 英空軍
1940年8月における英空軍の部隊編成は下記の通り。各管区には、複数の飛行隊（戦闘機部隊）が隷属する。
- 戦時内閣
  - 空軍省
    - 戦闘機軍団（司令部：ベントレー・プライオリー（英語版））
      - 第10飛行群（英語版）（司令部：ボックス）
        - Y,W管区

      - 第11飛行群（英語版）（司令部：アクスブリッジ（英語版））
        - A～F,Z管区

      - 第12飛行群（英語版）（司令部：ワトナル（英語版））
        - G,J～M管区

      - 第13飛行群（英語版）（司令部：ブレイクロー（英語版））
        - N管区
        - 3個飛行場管区

先述の軍拡に伴う組織改編として、1936年にADGBから機能別の分割として、戦闘機軍団の他、爆撃機軍団、沿岸軍団、訓練軍団が新設された。各軍団は空軍省の総司令官に直属し、各軍団間での協力は相互協定又は空軍参謀総長の指令を通じて行われた。
チェンバレンに代わって首相に就いたチャーチルは英仏最高戦争会議に基づき、フランスとの同盟を重視して戦闘機の派遣を繰り返し命じた。5月10日に西方電撃戦が始まるとハリケーンは爆撃機の迎撃に一定の成果を出したが、フランス派遣軍は北欧派遣軍と比較にならない損害を出し始めた。5月15日の閣議にダウディングも同席し、閣議後に公文書によって英空軍の窮状を訴え、フランスへの支援打ち切りをチャーチル首相に直談判した。チャーチルは仏現地を視察して現状を認識して中止を判断し、5月17日以降、仏側との妥協案として、英本土からの出撃・帰還を繰り返す「日帰り型」での派遣となった。18日にシリル・ニューウォル空軍参謀総長も「フランス崩壊はドイツの最終的勝利を意味しないが、英国の崩壊は必ずその事態を招く」と同調して進言し、19日に至ってチャーチル首相は「いかに必要とされても」追加派遣を行わないと明言し、派遣軍の残存兵力も英本国へ撤退した。
1939年9月からフランス派遣軍へはハリケーン、グラディエーター、バトル、ブレニムといった機種が派遣されていたが、西部戦線では950機に及ぶ英軍機が失われ、また大量の物資が仏国内に残置された。戦闘機兵力の再建は急務だった。
チャーチル内閣ではマックス・エイトケンが航空機生産大臣に就任し、精力的に増産に務めた。加えて、空軍が整備のみに徹することが出来るよう、損傷した航空機の修理も民間企業に委託させる契約を結んだ。また、戦闘機及び爆撃機に搭載されるエンジン：ロールス・ロイス マーリンの供給が滞らないよう米国企業にライセンス生産を交渉し、最終的にパッカード社が生産を承諾した。こうした甲斐あって、1940年の戦闘機生産統計は、計画を大きく上回った。
- 戦闘機軍団司令ダウディング大将
- 第10飛行群（英語版）司令クインティン・ブランド（英語版）少将
- 第11飛行群（英語版）司令キース・パーク（英語版）少将
- 第12飛行群（英語版）司令トラフォード・リー＝マロリー（英語版）少将

## 経過

### 前哨戦

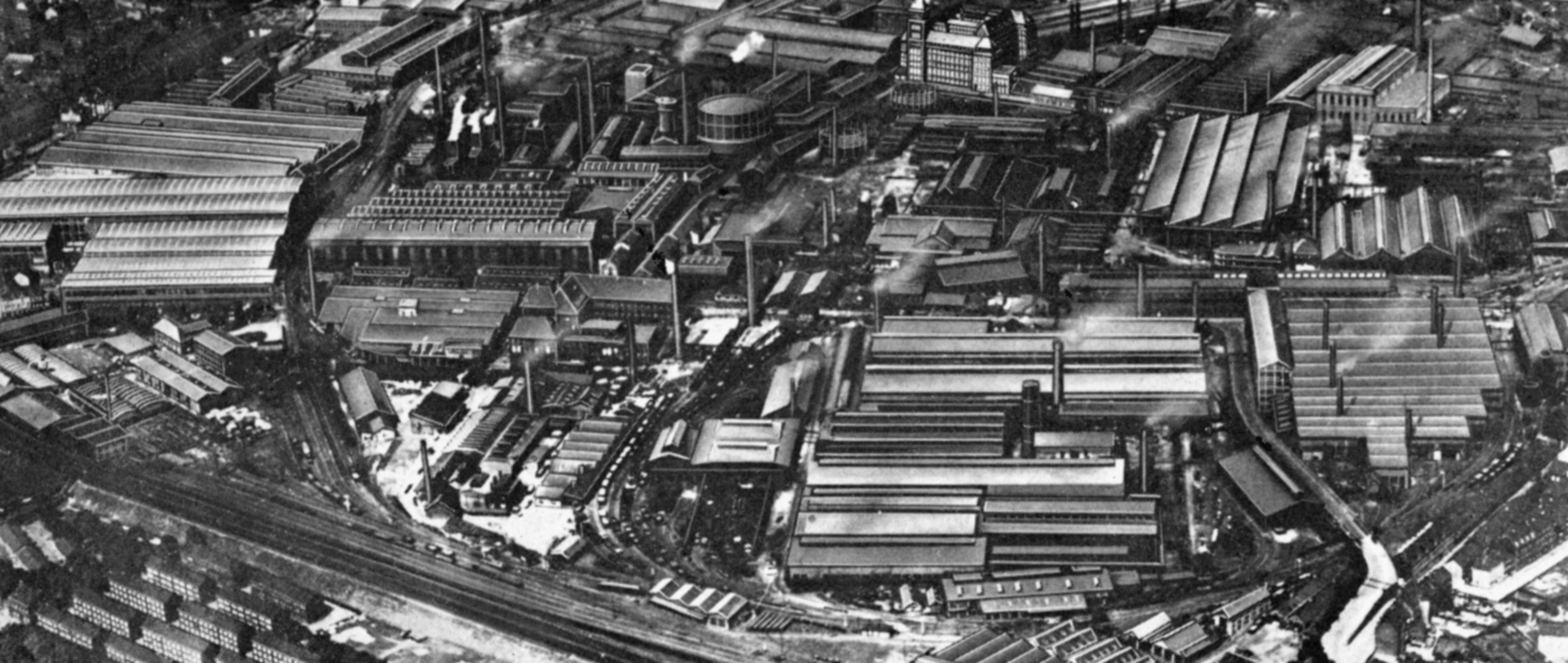
ドイツ・エッセン市に所在するクルップ工場（1914年）

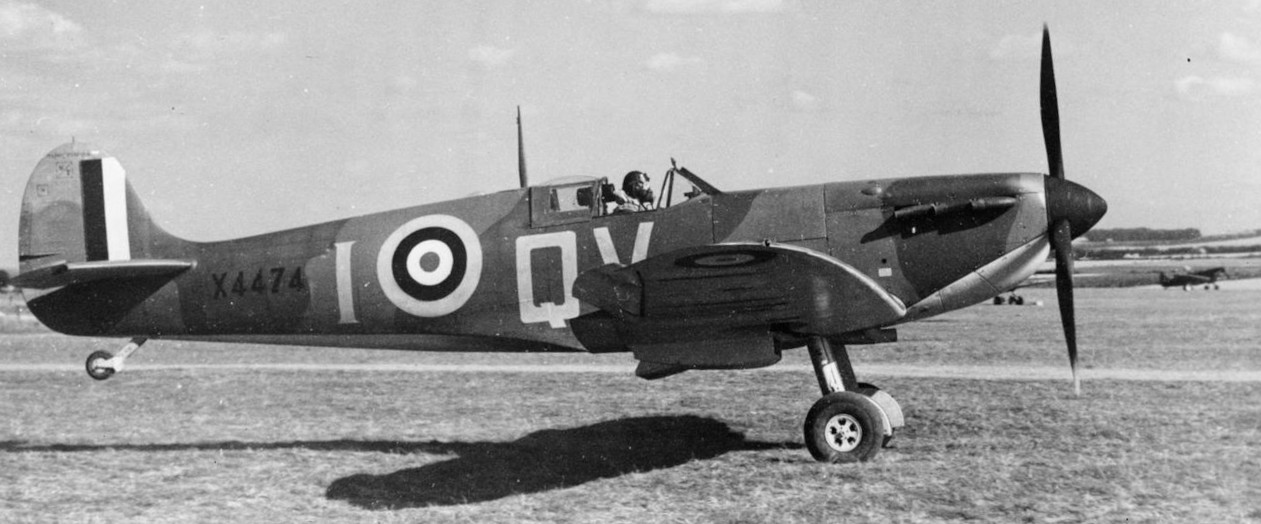
イギリス空軍の主力戦闘機スピットファイア

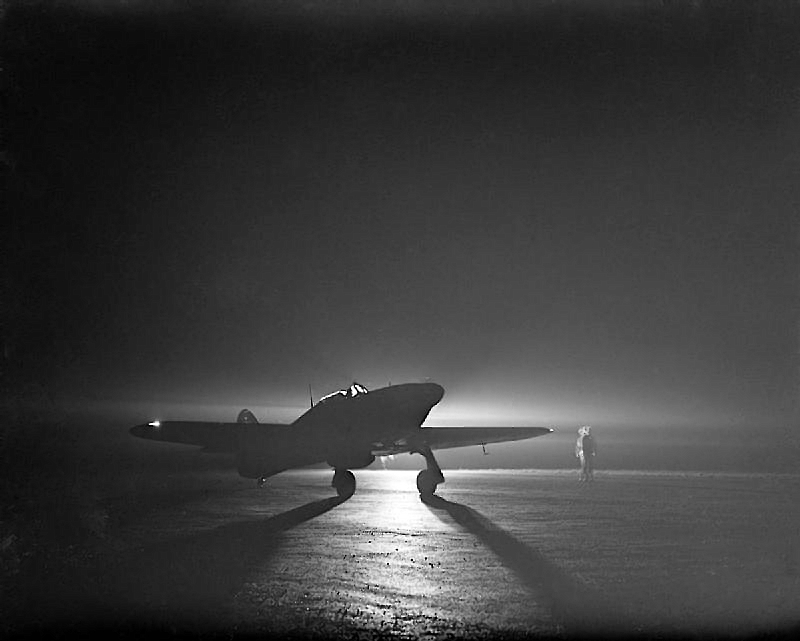
夜間に出撃するホーカー ハリケーン

1940年5月10日に西方電撃戦が開始されてから都市への無差別爆撃に対して、独英仏各国は慎重だった。しかし、独空軍は14日にロッテルダム爆撃で無差別爆撃を行ったため、これに抗議した英空軍は15日にルール工業地帯に戦略爆撃を開始した。仏側には反対意見もあったが、前述の通り、英空軍は独軍の本土侵攻が迫る中での航空機派遣に懸念を示しており、仏側の増派要求を断るための口実作りという側面もあった。
6月3日、ダンケルク撤退（ダイナモ作戦）における戦闘が一段落して間もなく、ドイツ空軍はフランスの戦意を挫くため、パウラ作戦を立案し、パリ近郊への戦略爆撃を行った。仏空軍を中核とした迎撃機243機がこれに立ち向かい、独空軍は26機が撃墜（仏軍は17機が被撃墜）され、この時点ですでに単発戦闘機の双発爆撃機に対する優位性が明らかとなった。仏軍はベルリン爆撃を行ったが、降伏が目前だったため独側は大規模な対抗措置は取っていない。
独空軍によるイギリス本土への戦略爆撃は散発的であった。ドイツ本土からでは航続距離の関係から護衛に戦闘機を随伴できないため、6月5日と18日の飛行場や関連施設を狙った夜間空襲のみで、夜間では地上目標の確認が困難なため効果的な空襲ができなかった。英側も夜間に対抗できるのは高射砲のみだったが、陣地の準備が不十分である等、夜間の防空が困難であることが表面化した。
1940年6月22日、独仏休戦協定が締結された。独軍はフランス北部沿岸と西部沿岸一帯を占領、旧フランス軍空軍基地を対英前進基地として使用可能になった。

### 第1段階：海峡航空戦

#### 7月：戦闘の本格化
独軍はヨハネス・フィンク大佐を指揮官として、英仏海峡の船舶の封鎖を試みた。フィンク大佐とその配下のテオドール・オステルカンプ大佐は小規模な兵力で戦果を挙げた。
7月10日の朝、偵察機を護衛するドイツ戦闘機Bf 109Eと、これを迎撃に向かったイギリス戦闘機スピットファイアとの空戦がバトル・オブ・ブリテンの始まりとされる。同日の午後にはドーバー海峡付近を航行するイギリスの船団を巡って空戦が行われた。翌11日にドイツ空軍の攻撃隊が30から50機ほどでイギリス南東部の港湾に襲来し、12日にはイギリス海峡を航行する船団を攻撃した。
降伏勧告に近い和平案に対し回答を伸ばすことでイギリスは時間を稼いだ。その間、イギリス特有の悪天候で、港湾や船団へのドイツ空軍の攻撃は低調に終わった。しかし、7月16日にヒトラーはアシカ作戦の準備を命じ（戦争指令第16号「イギリスに対する上陸作戦の準備」）、19日のドーバー港攻撃以降、独軍の攻勢は本格的になった。22日に行われたイギリスの国会演説で和平案が拒否されると、25日のイギリス海軍駆逐艦の護衛する輸送船団への攻撃では、10隻近い艦船が被害を受け、イギリスは夜間を除いて船団の海峡通行を禁止した。独軍の攻撃に対する英空軍の対応は迅速だったが、独軍は被害を局限し、7月中に英駆逐艦隊をテムズ川河口まで撤退させた。

#### 8月初旬：ドイツ空軍の標的変更

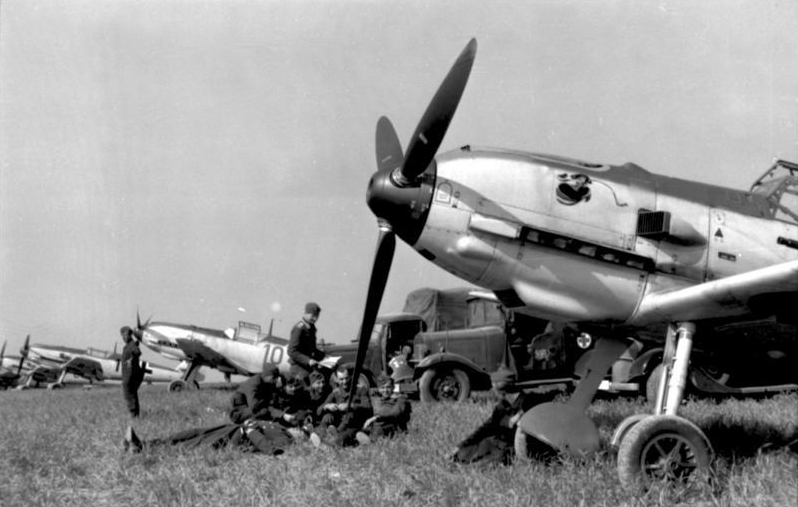
第51戦闘航空団 (JG 51) のメッサーシュミット Bf109

7月の間、ドイツではアシカ作戦の細部が検討されていたが、陸海軍で意見の相違がまとまらず、さらに空軍は7月末のベルクホーフにおける総統以下最高幹部の会議に参加しなかった。
1940年8月1日、和平案を拒絶されたヒトラーは軍事侵攻によってイギリスを屈服させることを決定し、総統指示第17号「対イギリス航空戦および海上戦」を発したが、この指示は暫定的な上陸作戦を行うのための準備要件を示したに過ぎなかった。ヒトラーは上陸作戦を9月15日までに準備を完了させるよう軍に命じた。
総統指示第17号に基づきハーグで会合の場を設け、ゲーリング、ケッセルリンク、シュペルレと高級幹部は打ち合わせを行った。第51戦闘航空団司令だったオステルカンプの回想によれば、ゲーリングは困難な障害はないと楽観的な意見を述べたが、先月から前線で戦闘機の指揮を采っていたオステルカンプ自身はスピットファイアの脅威を訴え、他の高官は統計データ的な難しさを、ケッセルリンクやシュペルレらは爆撃機の保有数的が想定数に達していないこと等、対英戦の難しさを訴え、ゲーリングを落胆させた。翌8月2日、空軍総司令官ゲーリング元帥は、13日間・3段階に及ぶ「鷲攻撃」（独: Unternehmen Adlerangriff）の準備を下令したが、作戦の概略すなわち航空優勢の確保を強調しただけだった。。

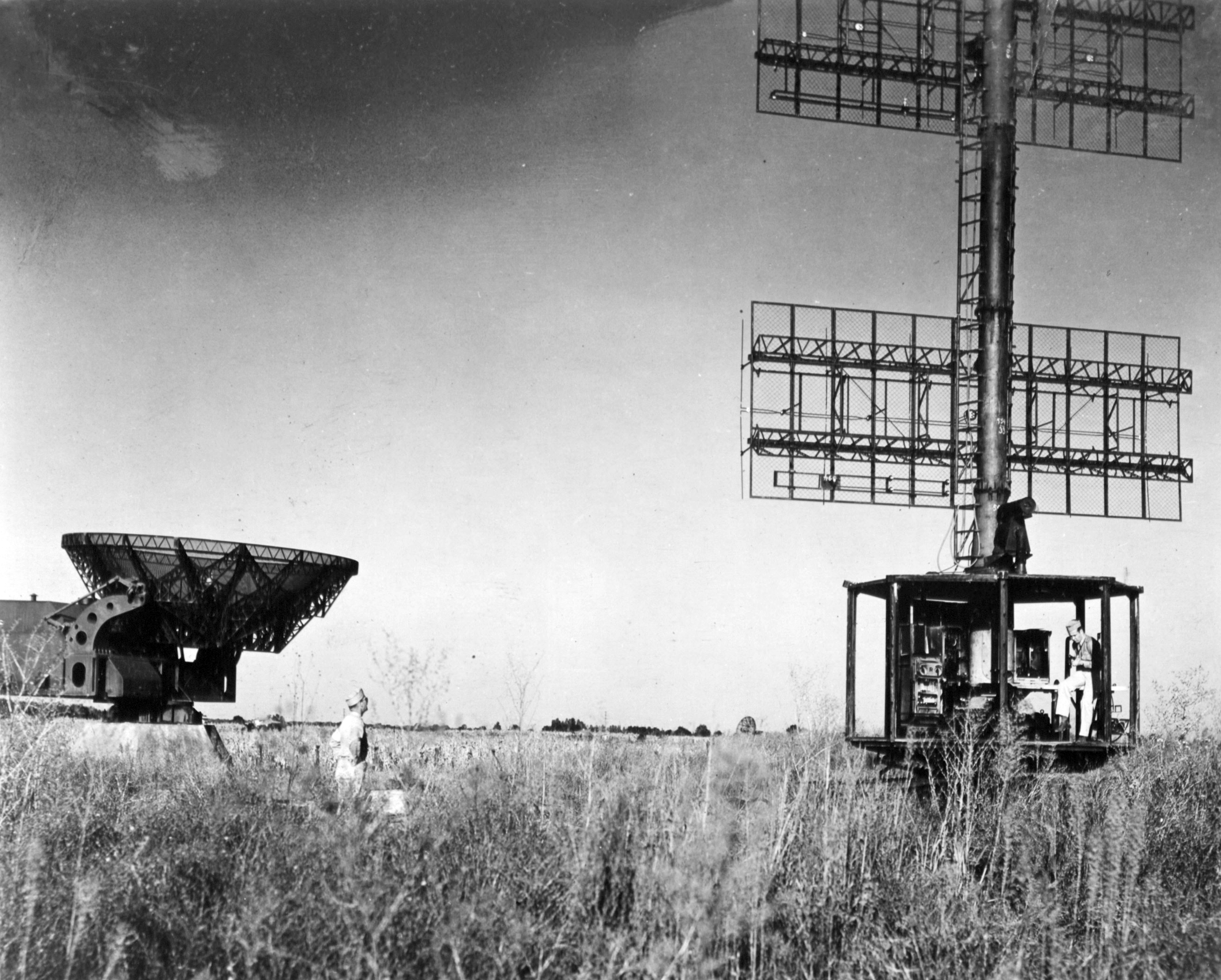
ドイツ軍のフライヤとウルツブルグレーダー

「鷲攻撃」実施検討中の期間は、引き続き艦船など港湾に対する攻撃が行われた。8月7日、テムズから出港した石炭輸送船20隻と護衛艦9隻（CW9船団）がドーバー海峡近くのヴィッサンに配備されたドイツ軍のフライヤ・レーダーに探知された。翌8日の夜明けと同時にSボートによる襲撃が行われ、イギリス空軍もベントナー・サイトのレーダーがドイツ空軍の出撃を察知し、スピットファイアとハリケーン30機が迎撃に向かった。第8飛行軍団のJu 87急降下爆撃機57機と第27戦闘飛行大隊Bf 109戦闘機20機が第一波として訪れ、Bf 109がイギリス軍の戦闘機を引き付けている間にJu 87が輸送船を攻撃した。
8日午後、再び独空軍の第8飛行軍団による攻撃が行われ、最終的に英海軍護送船団であるCW9船団20隻のうち、沈没10隻、大破しつつも港に逃れたものは6隻、目的地のスウォニッジに入港できた船は4隻だった。一方、失われた独空軍機は31機、英空軍機は19機だった。英空軍側は、この日の戦闘で得られた教訓もあった。護衛の戦闘機を引き離せば、爆撃機を撃墜することはそう難しくないこと、そして、ハリケーン戦闘機がドイツの戦闘機に対抗出来ることであった。また英空軍の女性プロッター員達の練度も向上していた。

海峡航空戦を通じ、OKWの無線監視部門の長であるウォルフガング・マルティーニ少将は、英海岸線からの断続的な電波放出（シギント情報）及び無線通信の傍受により、英空軍部隊が海岸線の電波アンテナからの情報の活用により迎撃に指向されていると判断した。

### 第2段階：鷲攻撃

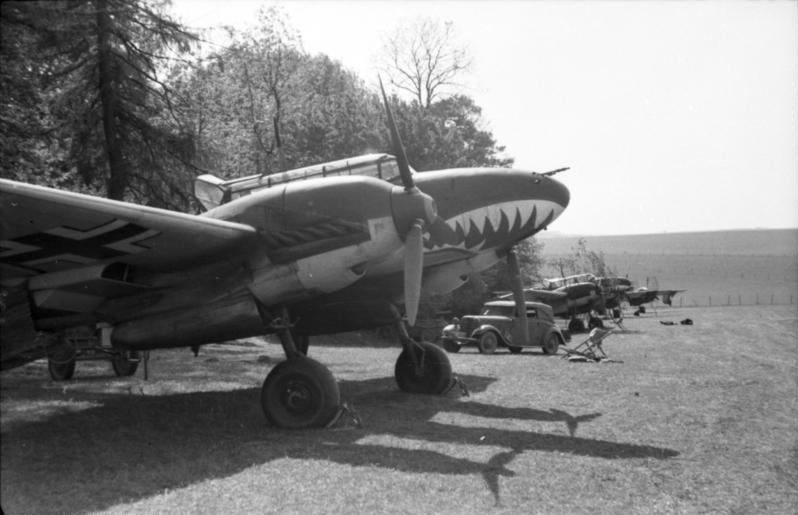
鮫のノーズアートを施した第210実験飛行隊のBf 110（1940年5月）

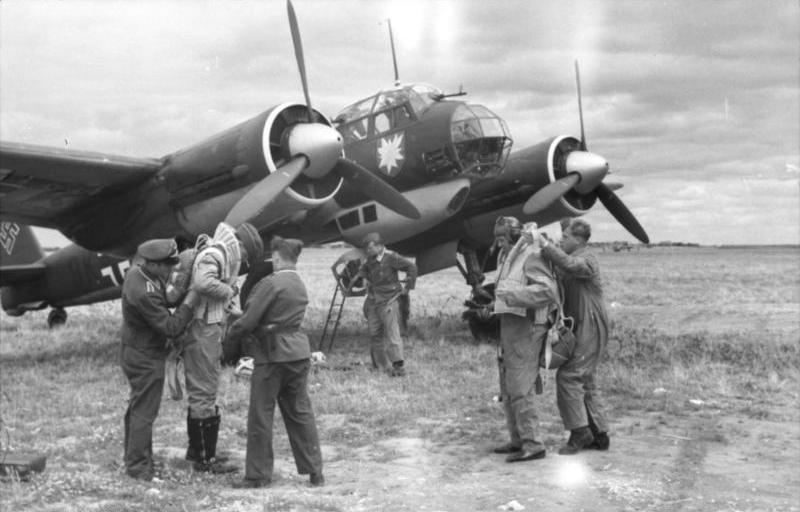
ドイツ第51爆撃航空団のユンカース Ju 88

#### 前日：レーダーへの攻撃
マルティーニ少将は「鷲攻撃」の最初の目標を「特殊機能無線局」にするよう進言し、イェションネク空軍参謀総長はこれを受け入れて、シュペルレとケッセルリンク両航空艦隊司令官に指示した。この結果、ケッセルリンクの第2航空艦隊は第210試験飛行隊の戦闘爆撃機で、シュペルレの第3航空艦隊はJu88による急降下爆撃での攻撃をそれぞれ採用した。
「鷲攻撃」発起を翌日に控えた8月12日午前中、メッサーシュミット Bf110に500 kg爆弾2発を搭載した戦闘爆撃機型のBf 110 C-4/Bがイギリスのレーダーサイト（チェーン・ホーム局）を攻撃した。複数のレーダーの監視能力が3～6時間、幅100マイルにわたって欠落した。さらに昼に行われた急降下爆撃によりヴェントナーのレーダー・サイトは3日間に渡って機能を喪失し、ポーツマスへの独軍侵入を許した。さらに第2航空艦隊の爆撃機隊は、ケント州の3か所の補助飛行場を爆撃して相当の損害を与え、175機の爆撃機に爆撃されたマンストン空軍基地は翌日まで使用ができなくなった。

8月12日の攻撃は独空軍の圧勝として、マルティーニ少将は作戦目的の75%達成を報告した。しかし、夜までにヴェントナーを除くレーダーは復旧しており、独空軍は、高さ350ftの地上レーダー及び地下主要施設の抗堪性により、その機能破壊が困難なことを認識することとなった。

#### 8月13日：鷲の日
8月13日、ゲーリングは「鷲攻撃」開始を発令した。しかし、その後に天候の悪化の報告が入り、ゲーリングは作戦開始を午後に延期するという命令を発令したが、既に出撃準備中の各部隊には行き届かなかった。
予定通り出撃した部隊は、皮肉にも英仏海峡にかかる厚い雲に助けられて、イギリス軍戦闘機の迎撃を受けずにイギリス本土に到達することができた。しかし、作戦に備えて入念に偵察してきたはずなのに、ドイツ空軍は目標選定を誤っており、沿岸警備隊の飛行場やそれほど重要でもない研究施設など、作戦の目的である航空優勢獲得のための航空戦力殲滅にはあまり役に立たない施設ばかりを爆撃してしまった。「鷲攻撃」初日は、独空軍は1484ソーティ（延べ出撃回数）で42機喪失に対し、英空軍は約700ソーティで13機の被撃墜及び47機を地上で破壊された。
13日夜から14日にかけては、英空軍はイタリアへの戦略爆撃を行い、一方の独空軍はバーミンガムやベルファストのスピットファイア工場を爆撃した。
14日は曇天が続き、独空軍からは爆撃機91機と戦闘機398機が出撃したのみで、前日と比較すると小規模な戦闘だった。午後には双発戦闘機Bf 110に護衛された急降下爆撃機Ju 87がドーバーを空襲し、ドーバー上空では戦闘機同士の空中戦が生起した。この日の損害はドイツ空軍19機、イギリス空軍8機であった。

#### 8月15日～18日

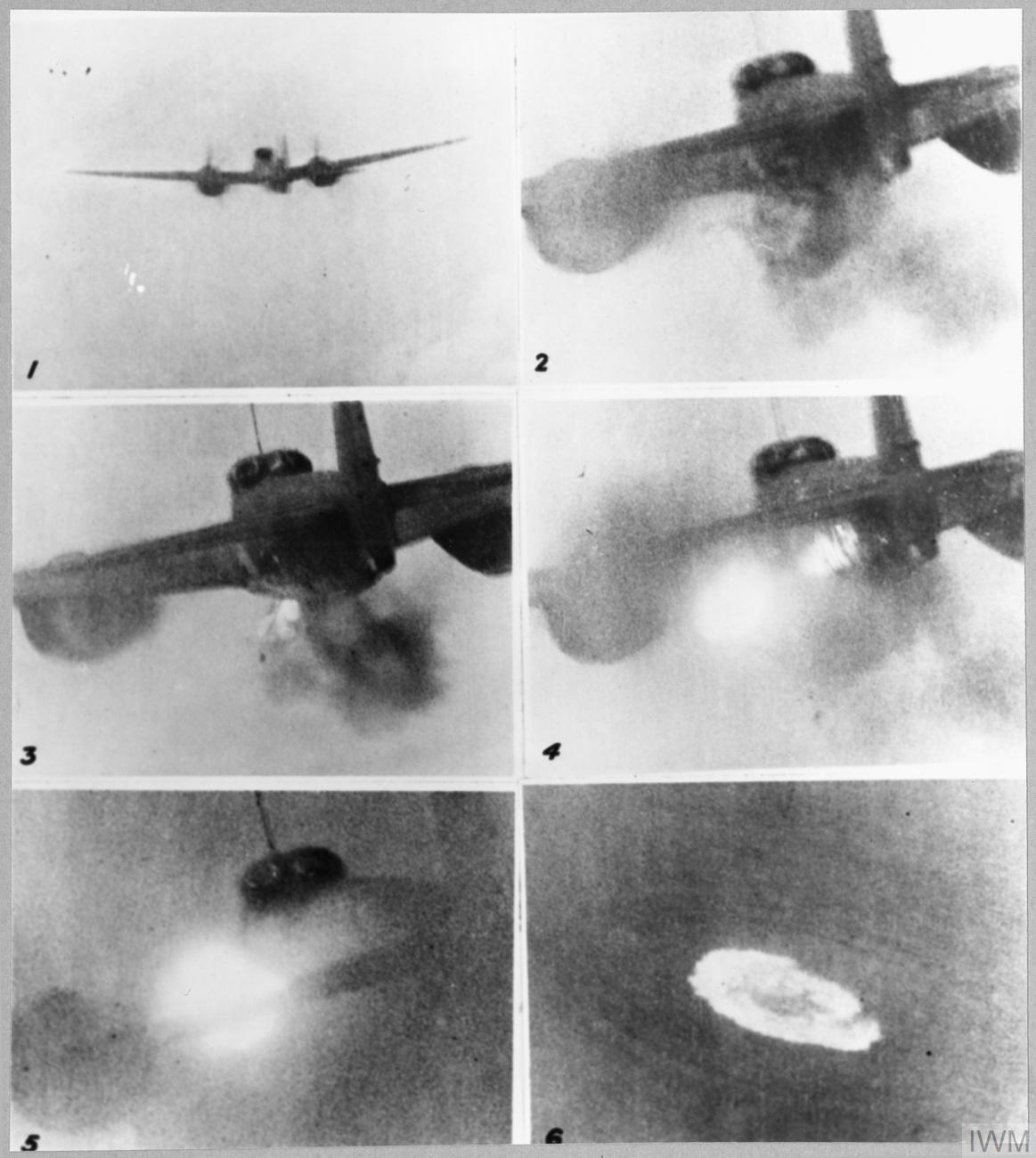
撃墜されるユンカース Ju 88のガンカメラ映像

8月15日も天候不良と予報され、ゲーリングはベルリン近郊のカリンハルで空軍首脳らと会議を行ったが、作戦空域は午後から晴天となった。このため独空軍は、両航空艦隊司令官や各軍団長クラスが現地に不在の中、第2航空軍団の参謀長パウル・ダイヒマン大佐らによって事前に示されていた作戦計画が実行に移された。
同日から戦闘に参加した独第5航空艦隊隷下の爆撃機He 111及び援護機のBf 110Dは、北欧からイングランド中北部を指向したが、英第13飛行群の迎撃を受け大損害を受けた。この事実は、単座戦闘機援護なしでの昼間爆撃が困難なことを露呈させ、また英空軍が大ブリテン島南部に戦力を集中させているはずだと言う、独軍側の見積もりをも否定した。このため、独軍はBf 109の活動圏でしか攻勢が取れなくなり、第5航空艦隊は以後の昼間爆撃を中止した。
同日の大規模攻撃は第2・3航空艦隊合計で1950ソーティという本航空戦を通じ最大のソーティ数を記録し、2か所の航空基地を使用不能にしたが、英戦闘機軍団への影響は小さい基地だった。文献により英独共に損害機数の値は大きく異なるが、8月15日は独軍側に「暗黒の木曜日」として認識された。
また同日、帰還する独第210試験飛行隊（Bf110とBf109で構成）は、大ロンドン域内のクロイドン空港を誤爆した。
翌8月16日も、独空軍は大規模な攻勢をかけ、1700ソーティに及んだ。最初の攻撃を受けたウェスト・マリングの飛行場は4日間運用停止となり、また復旧したばかりのヴェントナーのレーダーも再度、7日間に及び機能停止した。
8月17日は悪天とは言えないまでも天候のため、独空軍の出撃は77ソーティに留まった。
8月18日、アシカ作戦の準備のため、独第3航空艦隊が沿岸部の飛行場を、第2航空艦隊が内陸部の方面指揮所を標的として、午後から攻撃を開始した。独空軍の昼間750・夜間170ソーティの攻撃に対し、英空軍は866ソーティの要撃を行った。独軍側は、8月13日から19日までの間に、第2・3・5航空艦隊の約10%の航空機を喪失した。また英独双方ともパイロットの損耗率が著しく増加していた。損失の増大からゲーリングは、独空軍の作戦目的を維持したまま、英海空軍施設の爆撃よりも英戦闘機軍団基地攻撃を優先させるよう方針を転換し、また8月下旬にかけて第2航空艦隊へ航空軍団や戦闘機軍団が相次いで移管された。損害の多かったJu 87 シュトゥーカをイギリス本土爆撃任務から外すことも正式に決定した。この方針転換は、戦闘機同士の消耗戦への転機でもあった。一方の英空軍も既に8月10日以降、練習機部隊の訓練期間を短縮することで、搭乗員を補充しようとしていた。
このように両軍で作戦の再検討や戦力の再構築が進む中、8月20日にイギリス首相ウィンストン・チャーチルは直感的にタイミングを見計らって、敢闘する戦闘機パイロットを勇気づけるべく下院で有名な演説かくも多くの人をかくも少ない人が守ったことはないを行った。
ただし、この演説は必ずしもパイロットたちに感銘を与えたわけではなく、むしろ反感すら与えた。

### 第3段階：重大局面

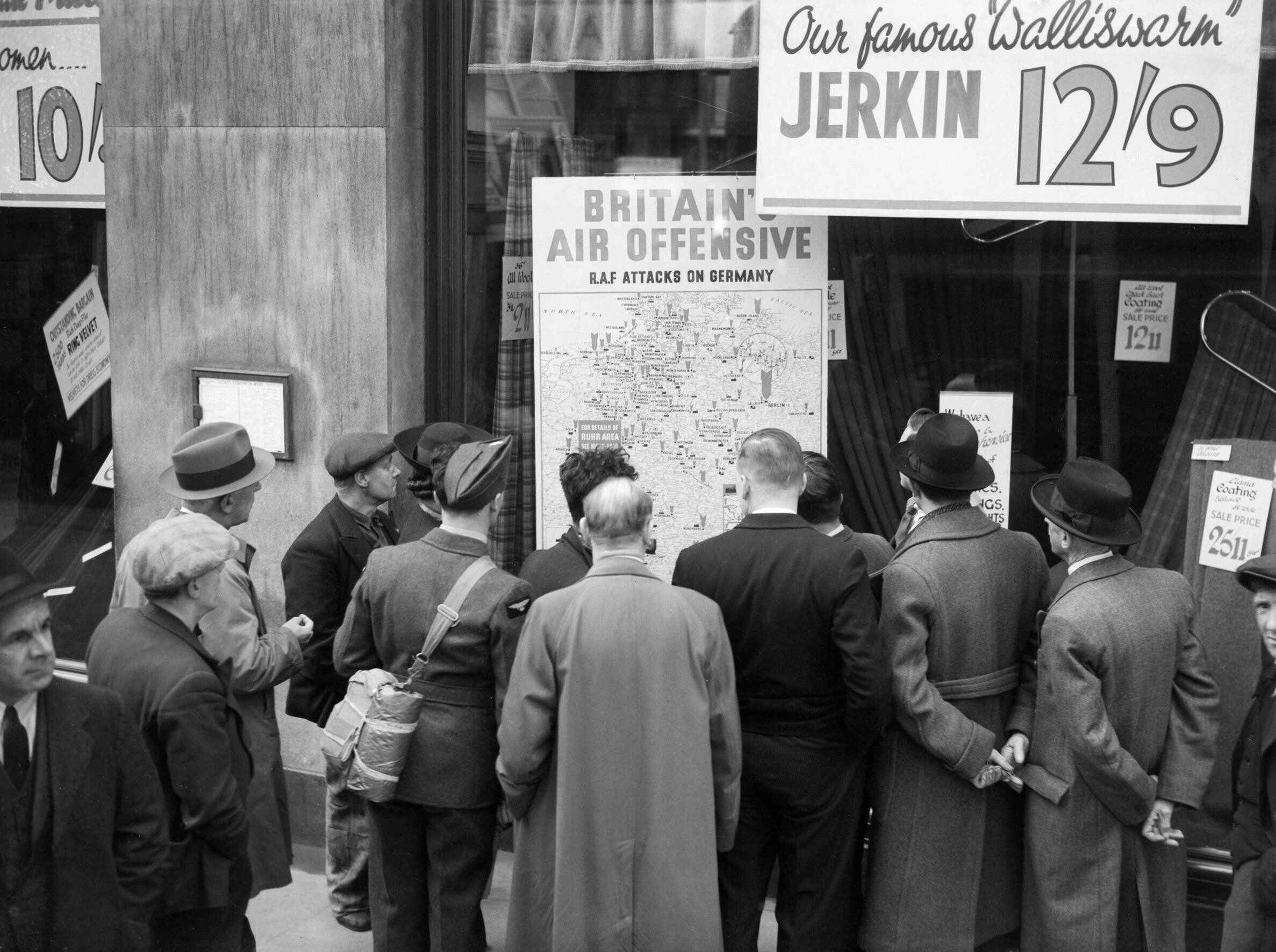
ドイツ本土に対するイギリス軍の報復攻撃を記した地図に見入るロンドン市民

#### 独軍の攻撃再開、ロンドン誤爆
8月21日～22日は悪天候のため、独空軍の昼間空襲は低調であった。第210実験飛行隊のBf 110 C-4/BとBf 109 E-1/Bによる小規模な強襲作戦や船団攻撃が行われた。しかし、夜間爆撃でドイツはフィルトンのブリストル社工場の爆撃に成功した。23日も基地、港湾への攻撃を続行。三日間でドイツが19機、イギリスが6機を損失。この間に、独軍は戦闘機部隊の移管を完了させた。
8月24日、独空軍は1030ソーティに及ぶ攻撃を開始し、これに応戦した英第11飛行群の兵力は極限に達したため、パーク司令は第12飛行群のリー＝マロリー司令に応援を要請する事態となった。ゲーリングは24時間体制での攻撃を指示し、独第2航空艦隊は戦闘機の援護を受けて英航空基地の爆撃を、第3航空艦隊は援護が不要な夜間爆撃を担任した。24日から翌25日にかけての夜間爆撃は170ソーティの規模で、ロチェスターやテムズヘブンの石油貯蔵施設を爆撃する予定であったが、He 111爆撃機部隊の一部が独断でロンドン市街地に爆弾を投棄してしまった。チャーチル英首相は報復のベルリン爆撃を承認し、8月28・29日夜の爆撃で被害が生じると、対抗措置としてヒトラー独総統もそれまで禁じていたロンドン爆撃を許可した（後述）。

#### レーダーと指揮所の破壊

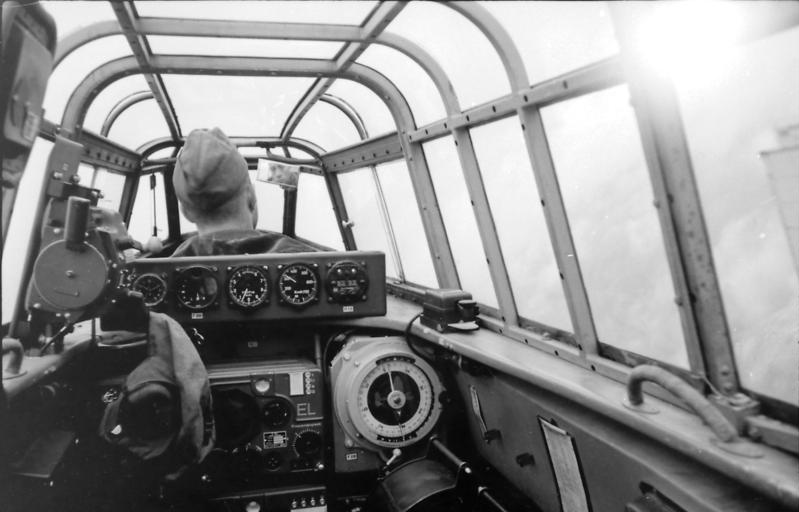
メッサーシュミット Bf 110 コクピット内の様子

8月25から29日まで、独軍は1日当たり700ソーティ程度の規模で攻撃を継続したが、英第11飛行群が戦闘機同士の対戦を回避したため、独側の期待ほど英軍戦闘機を撃破するには至らなかった。英側では26日にパークとリー＝マロリーの確執が表面化し、リー＝マロリーは英空軍の「早期警戒」の方針に反する「ビッグ・ウイング」（英: Big Wing）構想を支持した。
このうち8月27日はアシカ作戦の実行日を決定する日であり、第2航空艦隊のアルベルト・ケッセルリンク元帥とクルト・ベルトラム・フォン・デーリング大将はヒトラーに対して自信満々に「ドイツ軍戦闘機は絶対に優勢である」と報告したが、ヒトラーはドイツ空軍の過大戦果報告を疑っており、作戦の10日間の延期を決定した。ヒトラーはゲーリングに対して、その間にさらにイギリス軍戦闘機隊を叩くように命じた。これで本当にイギリス軍戦闘機隊が弱体化しているかの証明ができるうえ、本当に弱体化しているのであれば、危険なイギリス本土上陸作戦を実施せずともイギリスが屈服するかも知れないという淡い期待もあった。
ドイツ軍はイギリス海峡の制空権を獲得すれば急降下爆撃機Ju 87の攻撃で海峡の安全を確保することは難しくないと考えており、イギリス軍も共通の認識でいた。しかし、ジェレミー・ブラックによれば専用の上陸用舟艇を持たず、3ノットしか出せない河川用の艀（バージとも）でイギリス海峡を渡ることは間違いなく失敗するとしている。また、ヒトラーもドイツ軍の上陸部隊とその補給路をイギリスの国家存亡を天秤をかけるならば、イギリス海軍による妨害は間違いなく行われるであろうと予想していた。
早速27日には広範囲な基地攻撃が行われたが、悪天候で成果がなくドイツ空軍は41機を失い、イギリス空軍は28機を失った。翌日は大規模な戦闘がなく、28日になってドイツ空軍が2波に分かれてイーストチャーチ空軍基地とロックフォード空軍基地を目標に攻撃、第3波では多数の戦闘機による地上掃射攻撃が行われ、イギリス空軍は散発的に反撃、20機を失い、ドイツは31機を失った。29日にはBf 109とBf 110のみによる大編隊がケント上空でイギリスの戦闘機を誘い出そうとしたが、この日のイギリス戦闘機部隊は第11戦闘機群司令官キース・パーク少将の指示を守って編隊に爆撃機がいないことを確認すると引き揚げた。

#### ビギン・ヒルの戦い
30日は戦闘機のみの編隊に戦闘を仕掛けてこないことを見ると、ケッセルリンクは少しずつ爆撃機を混ぜて行かせた。また、Bf 109の航続距離の問題を緩和するため、ドーバーにほど近い基地に集結させた。午前はケンリー空軍基地、ビギン・ヒル空港を狙った攻撃で、イギリス空軍もこの日は激しく抵抗した。しかし、ドイツの第3波攻撃が行われる直前に電力供給の不具合で各レーダー・サイトがダウンし、早期警戒機能を失ったイギリス空軍は苦戦した。ドイツ空軍は36機を失ったが、イギリス空軍は26機を失った上、ビギン・ヒルの基地機能を一時的に喪失、レーダー・サイトや交戦指揮所も被害を受けた。ビギン・ヒルはロンドンに近い位置にあるうえ、第11戦闘機群司令部があり特に念入りに狙われた。31日には短時間のうちに何度も低空爆撃を受けて、滑走路は穴だらけになって飛行場の建造物の大半が破壊されて、65人もの死傷者が出た。しかし、パークは大損害を被ったビギン・ヒルを放棄することはなく、生存者を集めると基地機能を復活させた。翌9月1日には、戦闘指揮所では王立婦人空軍の女性兵士たちが、頭上を飛び交う両軍航空機も爆音に怯むことなく戦闘指揮盤に両軍の飛行機を示す駒を並べていたが、そのときこの日6回目の空襲が開始され、1発の爆弾が彼女らが作業していた戦闘指揮所に命中し押しつぶしてしまった。

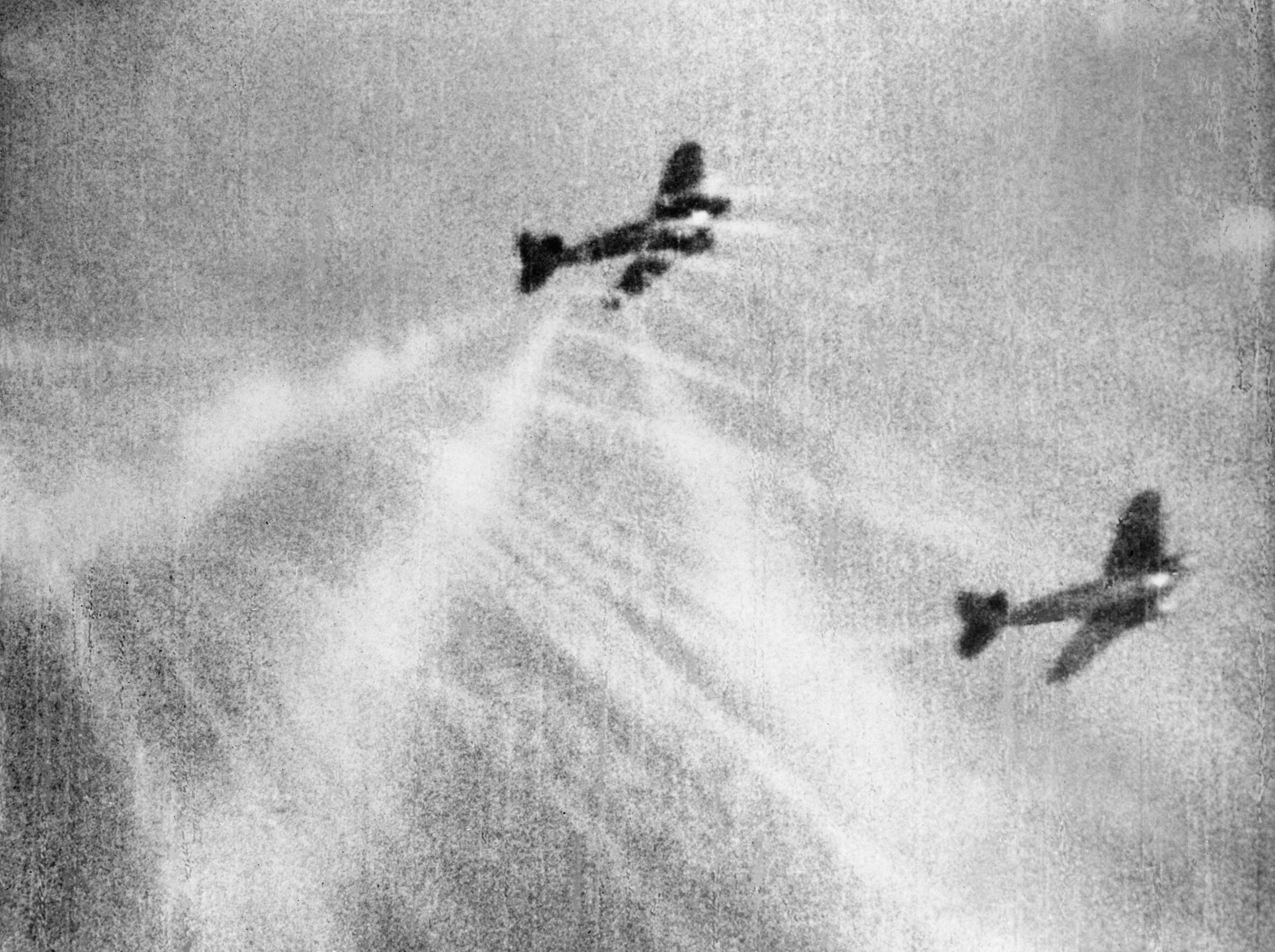
ハインケル He 111を攻撃するスピットファイアの銃弾

同日、ドイツ空軍はビギン・ヒル空港の他にも、航空機工場も攻撃の対象に加えて、イーストチャーチ空軍基地、デトリング空軍基地への基地攻撃を継続した。夜には夜間爆撃でスワンジー近辺の石油コンビナートが大きな被害を受けた。2日は基地攻撃がさらに強化され、イーストチャーチ、デトリングの基地施設が破壊された。夜間爆撃ではショート・ブラザーズ社やビッカース社の工場が爆撃された。3日～5日もドイツは基地と航空機工場への攻撃を続行したが、戦闘機軍団の司令官ダウディングが航空機工場の防空体制を整えさせたため、戦闘機の量産体制に支障は出なかった。6日にはのパークは航空機工場の優先防衛が各飛行隊に指示された。

#### ベルリン空爆、上陸作戦計画最終案
先述の通り、24日のロンドン誤爆を端緒に、英側も報復を行うようになった。それまではドイツ軍もイギリス軍も互いに、報復合戦による惨状を招かないように攻撃目標について自主規制をしてきたが、29日未明のイギリス空軍によるベルリンへの報復空襲では、ベルリン市街にも多数の爆弾が着弾して、死者10人、負傷者29人の被害が生じた。
ついにヒトラーも「チャーチルがこんなに馬鹿だとは知らなかった。この馬鹿さ加減は膺懲に値する」と激怒し、住宅地へのテロにならないことを条件としてロンドン空爆の禁止を解除した。飛行場や航空機工場への爆撃により、積み重なる損害に崩壊寸前であったダウディングの戦闘機軍団は、目標が飛行場からロンドン市街に変更されて救われることとなり、ドイツ空軍の敗北が確定的となる悪手となってしまった。ただ、爆撃に巻き込まれるロンドン市民にとっては厄災となってしまった。
独陸軍総司令部（OKH）は8月30日にアシカ作戦最終案を発出し、独海軍総司令部（OKM）が海軍艦艇への積載や機雷敷設の開始日を9月12日とし、上陸作戦開始を9月21日に設定した。こうした中、引き続き、仏カレーから英ロンドンまでの経路上にあるビギン・ヒルは主要な攻撃目標であり続けた。
9月3日、ゲーリングは空軍首脳を招集して、ハーグで会議を行った。この会議のためにOKLが準備した情報見積は独軍の戦果を過大に見積もったものだったが、地上への爆撃への効果が薄いことが確認され、唯一奏功したとみられる空対空戦闘による「消耗戦」により、英空軍を撃滅することでゲーリング及び両航空艦隊司令官の意見が一致した。ゲーリングはなおも、空軍力のみで英国を降伏に導くことに期待していた。
9月4日、ヒトラーは次の演説を行った。

### 第4段階

#### 9月7日：独空軍の目標変更、ロンドン爆撃

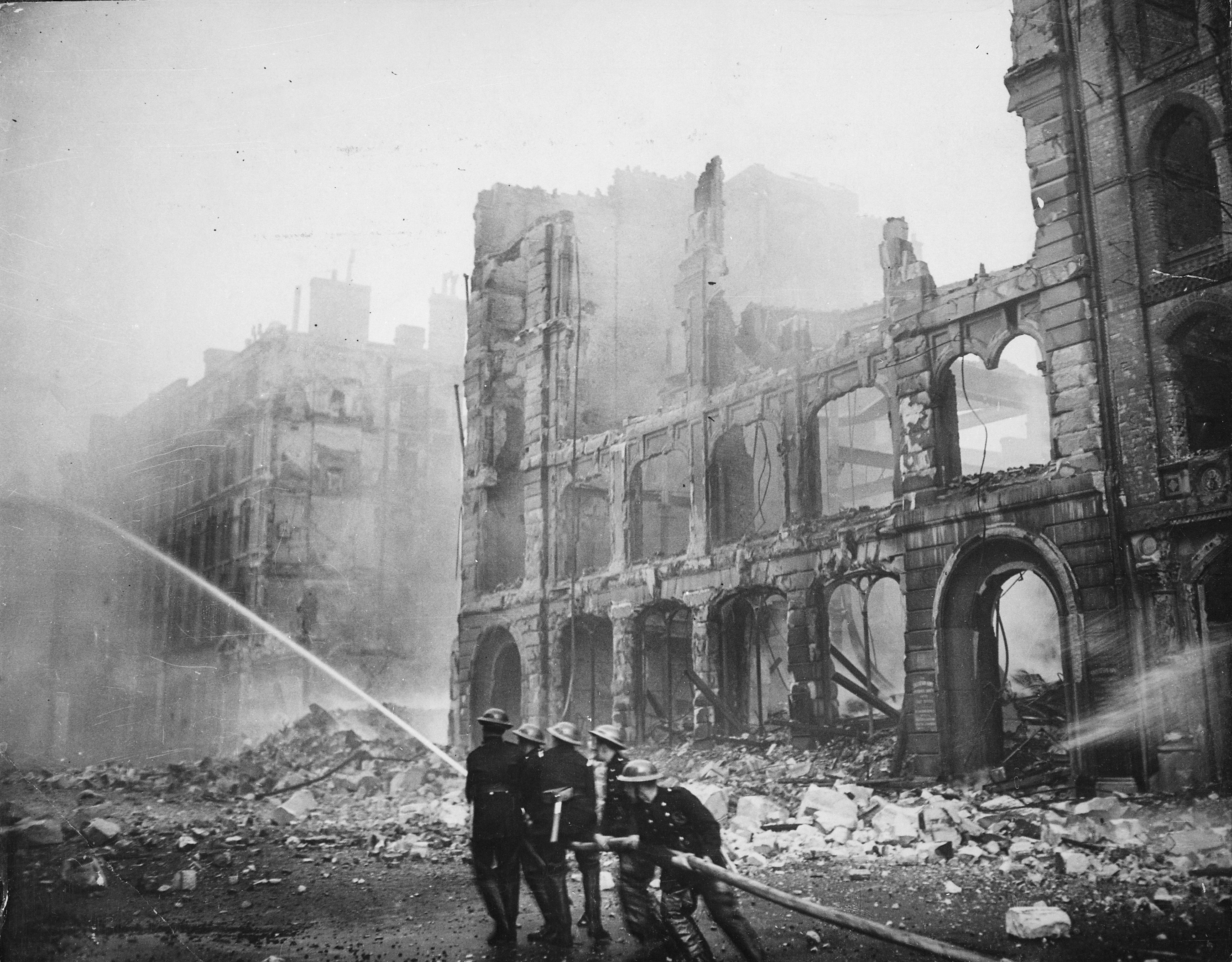
空襲直後の消防隊

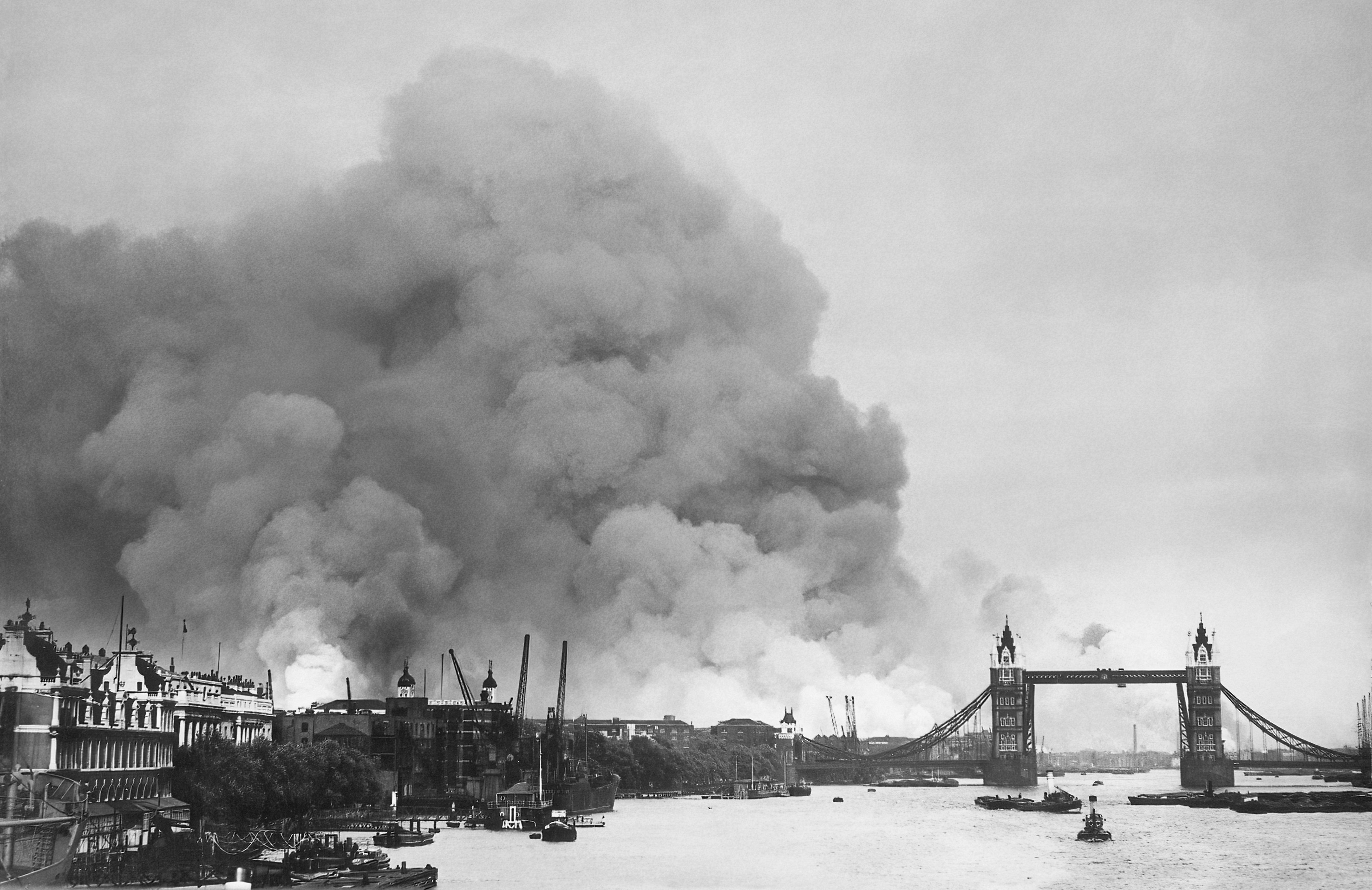
9月7日、テムズ川タワーブリッジ周辺が激しい爆撃に晒された

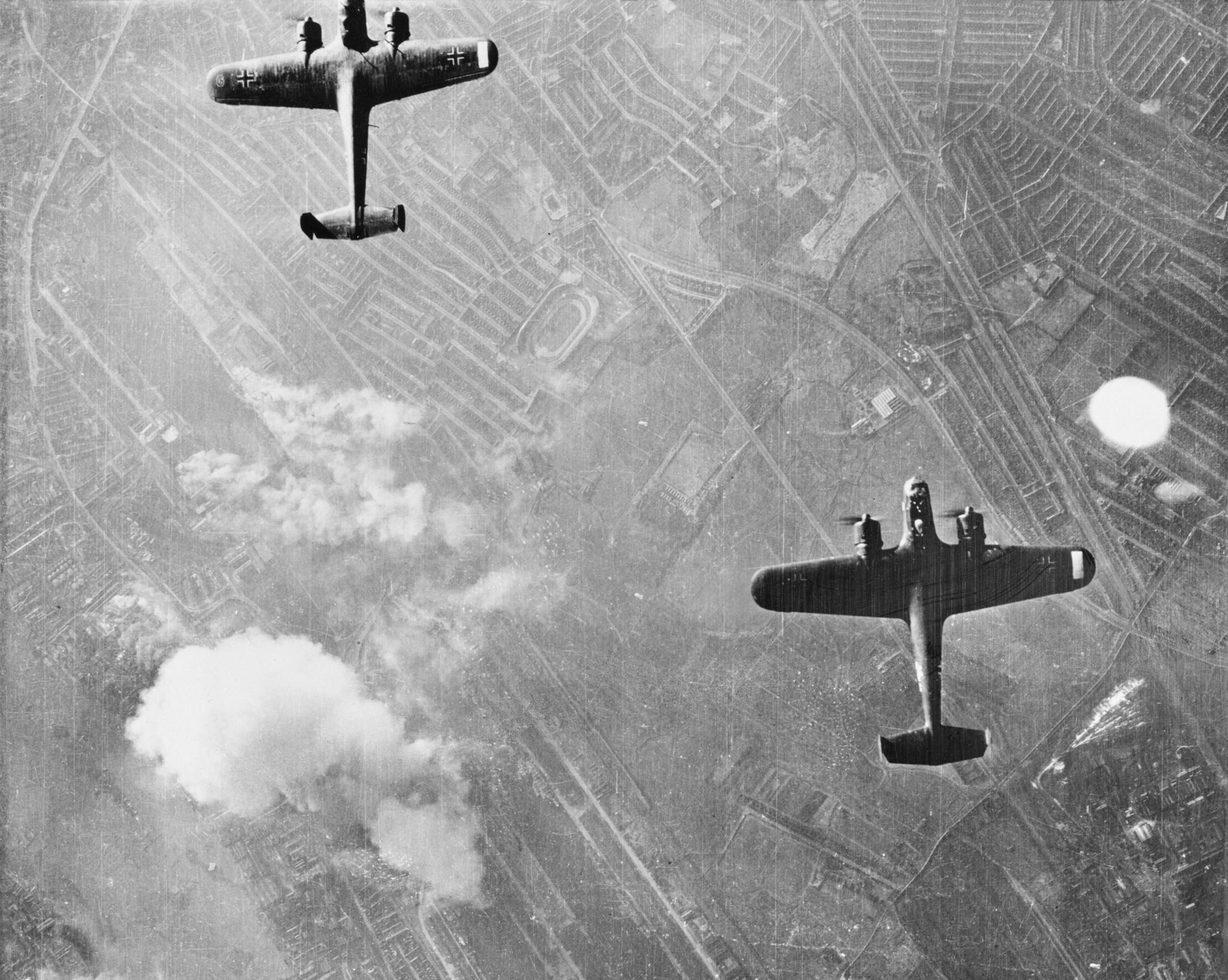
ロンドンを爆撃するドルニエ Do 17

9月7日、豪華な専用列車で部下たちと勝利の祝杯を挙げながら、ゲーリングはほろ酔い気分でパ・ド・カレーに到着した。ゲーリングは、戦術的な価値よりもドイツ国内向けのプロパガンダとしての価値を重視して攻撃目標を転換し、英国の首都ロンドンに対する本格的な空襲のため、爆撃機348機と戦闘機648機を準備した。
午後16時前に大編隊「ヴァルハラ」がイギリス本土に向かって飛行していくのをゲーリングはアルベルト・ケッセルリンク元帥と一緒に見送った。英空軍のレーダーは15時54分に独空軍の大編隊を探知した。これに対し英空軍は第10・11・12戦闘機軍団から合計11個中隊が出撃して応戦した。撃墜率では独空軍が優勢だった。
続く夜間爆撃は独第3航空艦隊が行った。この時点では実験的な夜間戦闘機しかなかった英空軍は迎撃にできず、250機の独空軍爆撃機が、明朝までにかけロンドン市街、特にイーストエンド地区を爆撃した。この夜の空襲は今までになく広範囲であり、ロンドン各所で3日間に及ぶ火災が発生した。ゲーリングはこの成功で上機嫌となり「ロンドン空襲が開始された。本職が自らこの『バトル・フォア・ブリテン（イギリスへの戦争）』を指揮している」と自慢げにラジオ放送で国民に向けて語っている。
英国政府の対応のまずさも被害を拡大した。政府は独軍上陸を警戒するあまり、この本格的な空襲に対し、上陸に対処するために策定された「クロムウェル計画」（イギリスの本土上陸作戦に対する準備）を発動したため、ロンドン市内には避難を促す大音量の鐘が鳴り響いて市民を動揺させたうえ、工兵隊が上陸部隊対策のため橋を爆破したり、地雷を埋設したりしたため、却って混乱を深めて避難を妨害することとなってしまった。

#### 9月8日～14日：ロンドンへの空襲激化
翌8日も独空軍機は来襲したが、昨日に引き続き、昼間の爆撃よりは夜間爆撃に重きを置いており、ロンドンの火災は消火する暇もなく燃え盛った。この2日間の爆撃により、ロンドンでは民間人842人が死亡し2,347人が負傷するという甚大な損害が出た。しかし、英空軍上層部は、独軍の突然の目標転換から、独軍の情報収集能力の低さを認識し、崩壊寸前だった英11飛行群の救済に活路を見出す判断をした。
9日の攻撃では、独第2航空艦隊は再び工場の爆撃を試みたが、英空軍に撃退され、戦力の10%を喪失した。このため、アシカ作戦決行の判断は9月14日まで延期（上陸日は23日以降）とされた。日程の繰り下げについては、英国側もウルトラ情報を含む、情報活動により認知していた。
11日、12日、13日に夜間爆撃が行われたが、ロンドン市民の士気は少しも衰えることはなかった。

地下シェルターに避難しているロンドン市民一家

地下シェルターは家庭用の小さなものから、ある程度のコミュニティーが入れる50人収容のものまで様々なものが作られたが、イギリス政府も堅牢な地下鉄駅を地下シェルターとして開放し、9月7日のロンドン本格爆撃開始以降の数週間で175,000人が避難し、人的被害を抑えることができた。
また、“英国人気質”もロンドン市民の士気の向上に繋がった。ロンドン市民は毎日の空襲で強いストレスを感じている筈であったが、同時に現実からどこか一線を引くような冷静さも保っており、これは「ブリッツ・スピリット」（英: Blitz Spirit）とも呼ばれた。非日常が続くことで、強い連帯感と相互互助の精神が培われたうえ、ロンドン市民の精神は鍛えられて、平時よりも精神病を発症する患者が少なかったという。夜間爆撃があっても、朝になればデパートや商店は普通に開店し、サラリーマンは出勤し、さすがに飲酒こそは規制されていたがパブの来客数は逆に増加し、ローズ・クリケット・グラウンドでのクリケットの試合を観戦するため、空襲警報が断続的に出る中でも多数の観客が押し寄せている。11日にバッキンガム宮殿が被害を受けたことも、「国王と国民の間に強い絆が造られた」と士気高揚になった。
ダウディングは自身がパイロットであった経験から、パイロットの疲労が戦闘力を大きく左右することをよく認識しており、第1次大戦で航空隊を指揮したときからパイロットの福利厚生に細心の気配りをしており、このバトル・オブ・ブリテンの期間中もその方針が変わることはなかったが、同じパイロットであったゲーリングは、パイロットの福利厚生に関してはまったく無頓着であり、ドイツ空軍パイロットは疲労によって、更に士気も操縦能力も低下して損害を増大させていくという悪循環に陥っていた。
英軍はロンドンに攻撃が集中している隙をついて、反撃を強化していた。イギリス軍爆撃機隊とドーバーの岸壁上に配置された長距離砲隊は、英仏海峡の独軍が拠点とする港湾や船舶に向けて砲爆撃を繰り返しており、ドイツ西部海軍部隊本部は、「イギリス軍の砲爆撃があまりに激しいので、オステンド（白）、ダンケルク（仏）、パ＝ド＝カレー（仏）、ブローニュ（仏）の諸港は船舶の停泊が困難となっており、イギリス海軍は英仏海峡で何の支障もなく活動している」という報告をしている。
また、夜間爆撃ではイギリス軍戦闘機が殆ど出撃してこないため、ドイツ空軍が一方的に消耗している状況であり、イギリス軍戦闘機隊殲滅の為には、昼間に大規模な空襲を行って誘い出す必要があることや、「ブリッツ・スピリット」を甘く見たヒトラーが「もし大規模な空襲で800万人のロンドン市民が恐慌状態になれば、上陸作戦は不要になるかも知れない」という甘い期待を抱いており、イギリス空軍の息の根を止め、ロンドン市民を恐怖に陥れるために、最大規模のロンドン爆撃の実施が決定された。

#### 9月15日：バトル・オブ・ブリテンの日

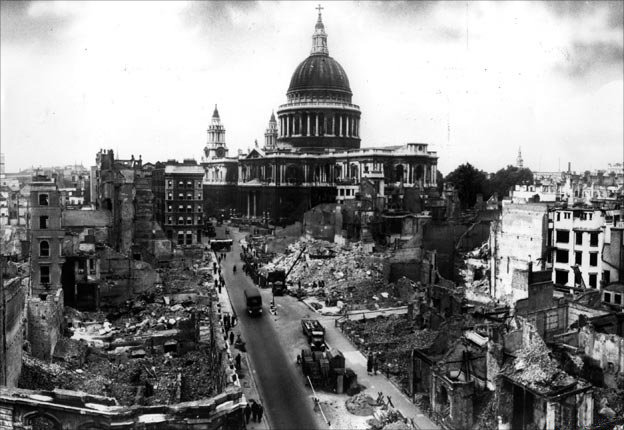
空襲後のセント・ポール大聖堂周辺の様子

9月15日の独空軍の攻撃では、第2・3航空艦隊合計のソーティ数は爆撃機218、戦闘機799に及んだ。ゲーリングは現在の手持ちの作戦機の殆どをこの日に投入しており、そこでパークはスピットファイアでBf 109を邀撃する間、重武装のホーカー ハリケーンで爆撃機を攻撃させる作戦をとった。
独軍の動きを敏感に察したチャーチルは、本日がロンドンに対する空襲の山場になると考え、夫人と共に非公式で第11戦闘機群司令部の戦闘指揮所を訪ねた。応対した第11飛行群司令キース・パーク少将がチャーチルに対して「今のところは平穏です」と話した直後、レーダーが英仏海峡の対岸で集合中の大量の独空軍機を探知し、チャーチルもパークもレーダーに目を奪われた。独第2航空艦隊からの第一波には、27機のDo 17に、護衛として200機のBf 109を付けていた。
午前10時50分、ライのチェーン・ホーム局が独空軍機を探知すると、パークは第11飛行群の21個飛行隊（戦闘機）のうち11個中隊に出撃命令を出すとともに、第10飛行群司令ブランド少将や第12飛行群司令リー＝マロリー少将とも情報共有した。英南東部での交戦を報じるBBCの落ち着いた放送態度は、英国民に安心感を与えた。また、1発の爆弾がバッキンガム宮殿の敷地に着弾したが不発弾であった。
第二波では、独第2航空艦隊はイースト・エンドの造船所への攻撃を企図した。午後13時45分、再度の襲来が探知されると、14時にパークは全21個飛行隊のスピットファイア計185機に出撃を命じた。指揮所のチャーチル首相が予備機の数を訪ねると、パークは「なにも有りません」と回答したとされる。
英第11飛行群を主体にスピットファイアとハリケーンで迎撃したが、独空軍の巧みな反撃を受けた。しかし悪天候もあって独空軍機は目標の造船所を特定できず、隣接する地域に爆弾を投下して帰投した。目標地域上空から離脱までの間に、14機のDo 17と7機のHe 111が撃墜された。

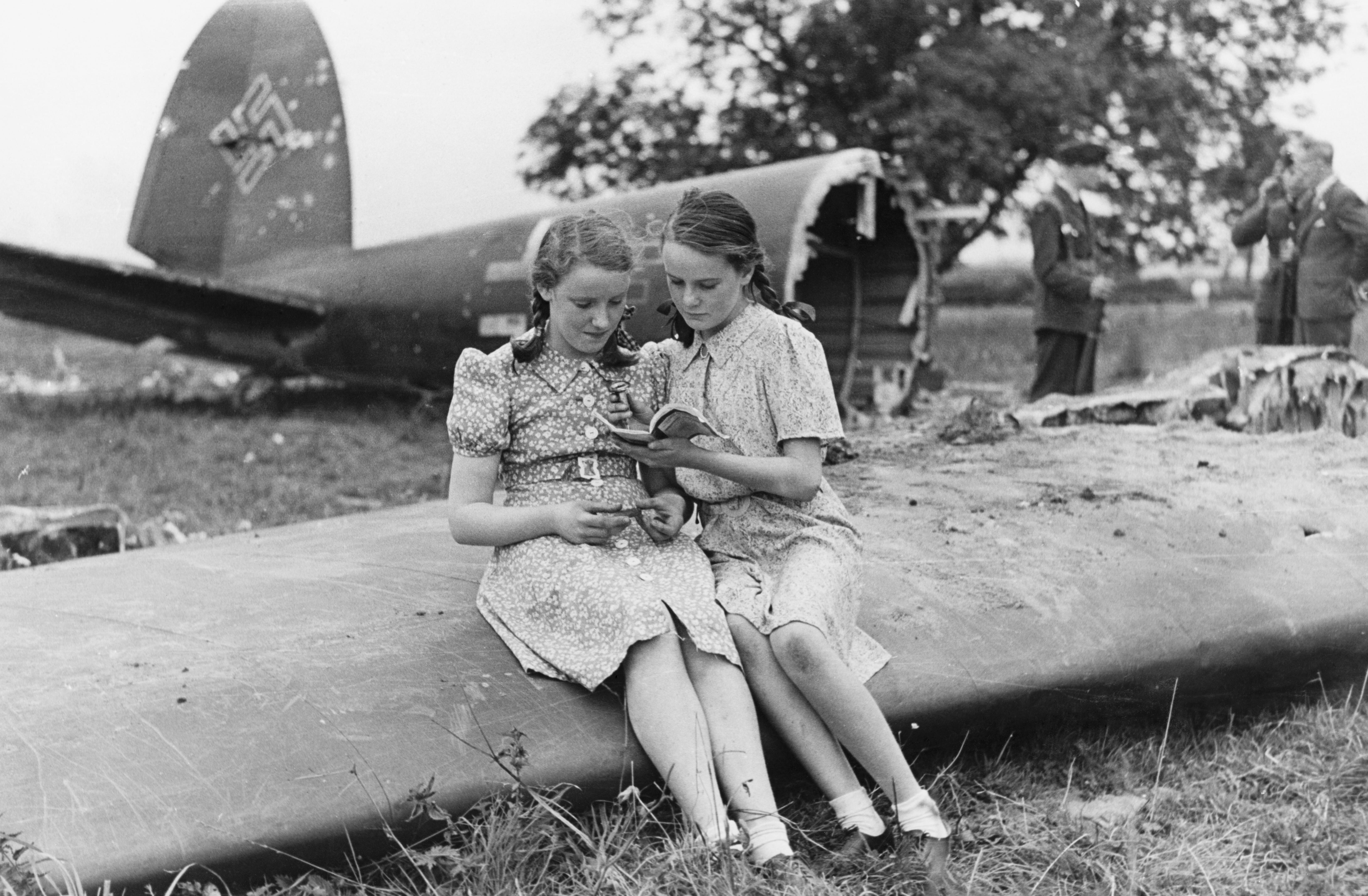
撃墜されたドイツ空軍爆撃機の残骸に座って本を読むイギリス女子学生

9月15日の日中の戦いは英空軍の勝利に終わった。これまで独空軍が優勢だった撃墜率も、この日は互角の1対1であり、さらに独空軍爆撃機の損耗率は15%にも及び、もはや作戦の継続は絶望的な状態だった。もはや独空軍爆撃機は護衛を頼れないことは明白であり、爆撃機搭乗員の士気・戦闘継続意欲も崩壊した。チャーチルは終日防空司令部で戦闘を見守った後帰宅したが、パークが「閣下、御覧いただきましてありがとうございました。我々の現有戦力の限度はおわかりになったものと思います。本日は、実に最大限に活躍したのでございます」と誇らしげに見送った。

#### 侵攻意思の破砕

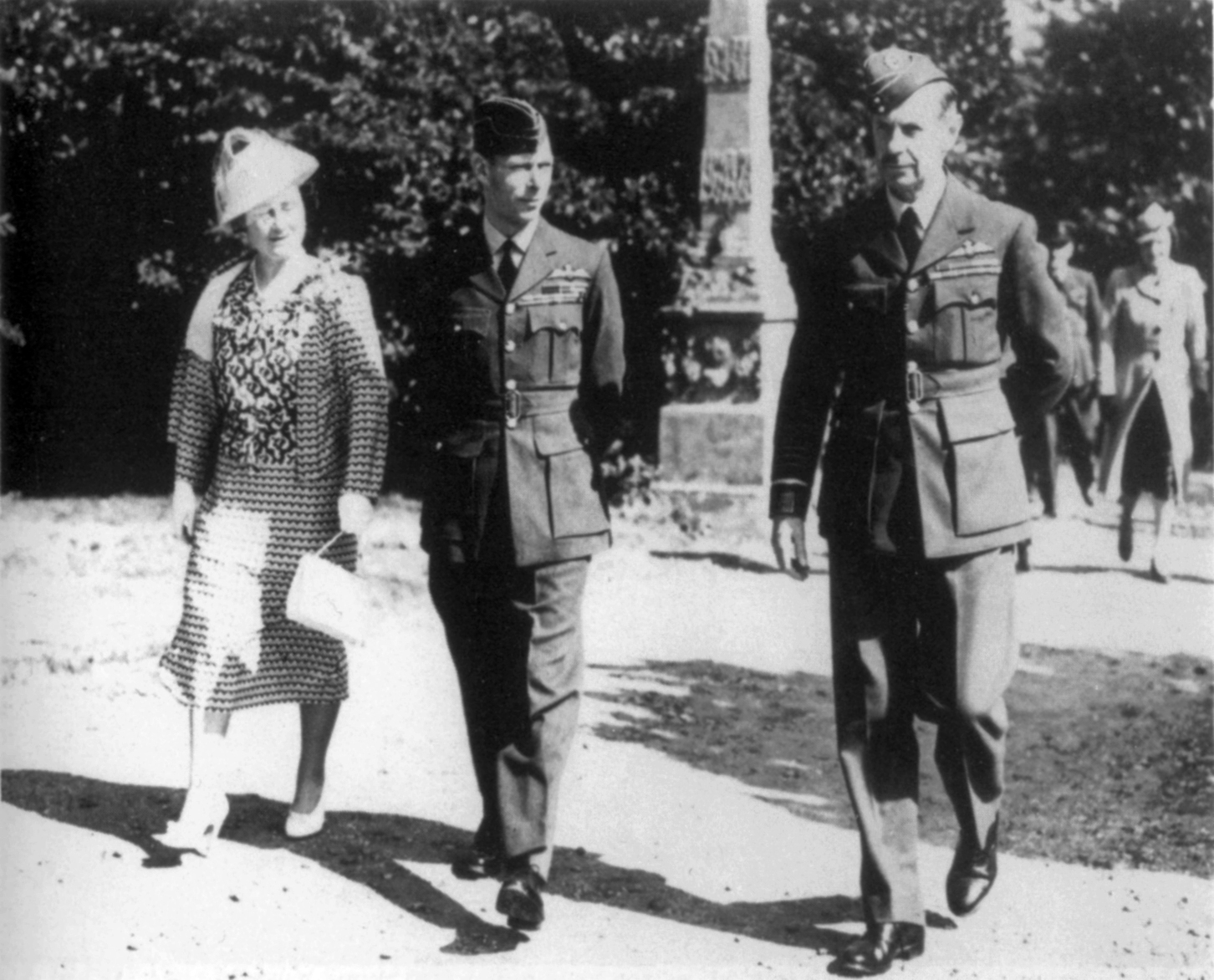
左から、エリザベス王妃、国王ジョージ6世、ダウディング大将（1940年9月撮影）

9月15日のうちに英空軍は戦果をまとめ、ドイツ軍爆撃機125機、戦闘機53機撃墜の大戦果とされた。この戦果報告は翌朝出勤してきたチャーチルに報告され、チャーチルはすぐにイギリス空軍にお祝いの言葉を送っている。しかし、実際の撃墜数は後に60機に修正され、それに対するイギリス空軍の損害は戦闘機25機でパイロットの戦死は12人だった。英国側のプロパガンダにおける「輝かしい勝利の日」として、9月15日は バトル・オブ・ブリテン・デーとなり、毎年祝われるようになった。
なおもゲーリングは、あと4～5日程度攻撃すれば、英戦闘機軍団を撃滅できると考えた。しかし9月17日、ヒトラーはアシカ作戦の無期限延期を決定した。こうして、独空軍は支援すべき侵攻作戦を失い、攻勢対航空（OCA）としての「鷲攻撃」は終結した。

## 英国の勝利後

### ロンドン空爆の継続
9月15日の大打撃により、対英航空戦略自体が再検討され、夜間空襲が行われることとなった。独軍の戦略目標は絞り込まれず、以下の三点を同時に達成しようと試み、そして失敗した。
1. 特定の産業分野（航空機工業等）の破壊
2. 産業間のネットワーク（輸送等）の破壊
3. 英国民の戦意を挫く

9月15日までの爆撃機の損害が大きすぎたことから、Bf 109やBf 110を爆装した戦闘爆撃機も投入した。しかし英戦闘機に対して、戦闘機としての機能が劣るため受動的な行動を取らざるを得ず、この劣等感は独軍パイロットの士気に深刻な影響を与えることとなった。
バトル・オブ・ブリテンデー以降の最初の空襲は9月18日で、休養十分の英空軍戦闘機の17個中隊が出撃し、損害なく36機撃墜を報告したが、実際の独空軍の損失は19機であった。独空軍の来襲が下火になると、英空軍は反撃を開始し、9月19日には英軍爆撃機がフランス沿岸を攻撃し、上陸作戦のために独軍が準備していた艦船のうち12％を撃沈・撃破したうえ、生き残った艦船も英仏海峡沿岸からの退避を余儀なくされ、独軍の英本土侵攻をほぼ不可能にしてしまった。
9月23日に独空軍は260機でロンドンを夜間空襲したが、英軍はその反撃として119機でベルリンの兵器工場を夜間爆撃した。ベルリン爆撃の実際の規模は小さかったが、ロンドン市民へのやすらぎや満足感を与える精神的効果があった。
しかし、独軍は以前のように英軍の挑発にはのらず、ロンドンに対する報復ではなく、航空機工場に対する精密爆撃を行った。9月24日には、スーパーマリン社のサウサンプトン航空機工場を独軍戦闘爆撃機が奇襲した。生産設備には大きな損害はでなかったが、スーパーマリン社幹部が避難していた防空壕に爆弾が命中し、同社幹部100人が死傷した。
翌25日にはブリストルの航空機工場が襲撃され、工場設備に大きな損害と死傷者250人が生じた。ここに至ってダウディングが懸念していた、航空機工場に対する攻撃が本格化してきた。しかし、ゲーリングはこの方針を徹底することはできず、9月27日にロンドンに対する大規模な昼間爆撃を行ってしまう。
9月27日の大規模空襲は、効果を上げつつあった戦闘爆撃機による精密爆撃ではなく、真昼間に多数の爆撃機がそれを上回る数の護衛の戦闘機と堂々の大編隊を組んで進撃するという作戦に立ち戻ってしまったが、この作戦は9月15日に英空軍の前に惨敗を喫しており、今回もその脆さを露呈してしまった。ロンドンとブリストルに向かった独軍機合計380機のうち、15％にあたる55機が撃墜されてしまった。損失機数は9月15日より少なかったが、損失率は大きく上回った。一方で英空軍の損害は28機であった。さすがにこの惨敗により昼間の大規模なロンドンへの空襲は最後となったが、その後も独空軍による散発的な空襲は続いた。
攻撃の主力は戦闘爆撃機となり、ロンドンの市民は夜間空襲の脅威から解放されることはなく、ザ・ブリッツは9月7日から8か月間267日間に渡って続き、その間ロンドンは57日間も連続して空襲され、その回数は合計で71回にも達した。
もっとも激しかった7月から10月の間には、高性能爆薬13,785トン、焼夷弾14,385トンがロンドンに投下された。

### 天候不順、独軍の関心低下

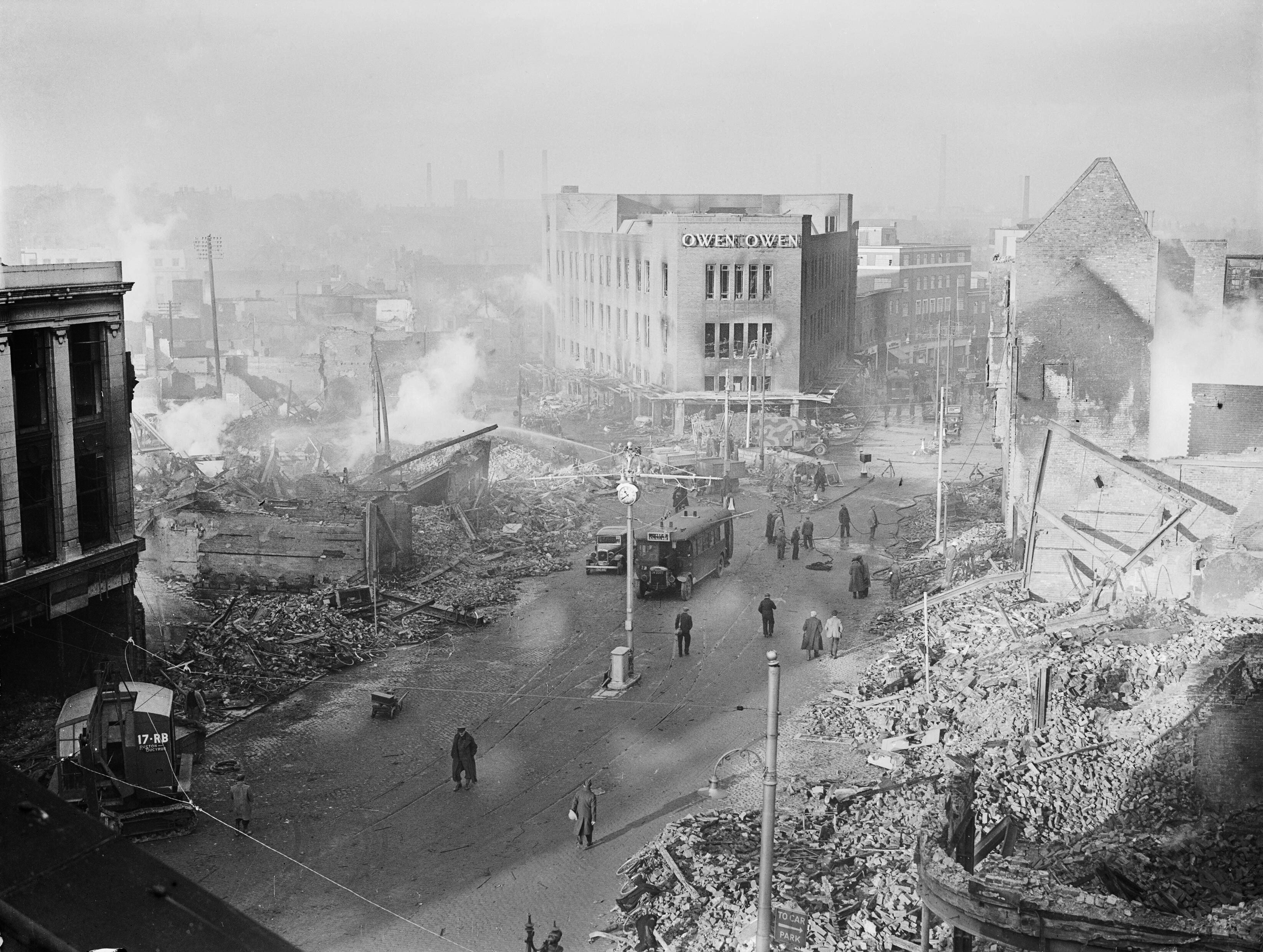
コヴェントリー（1940年11月撮影）

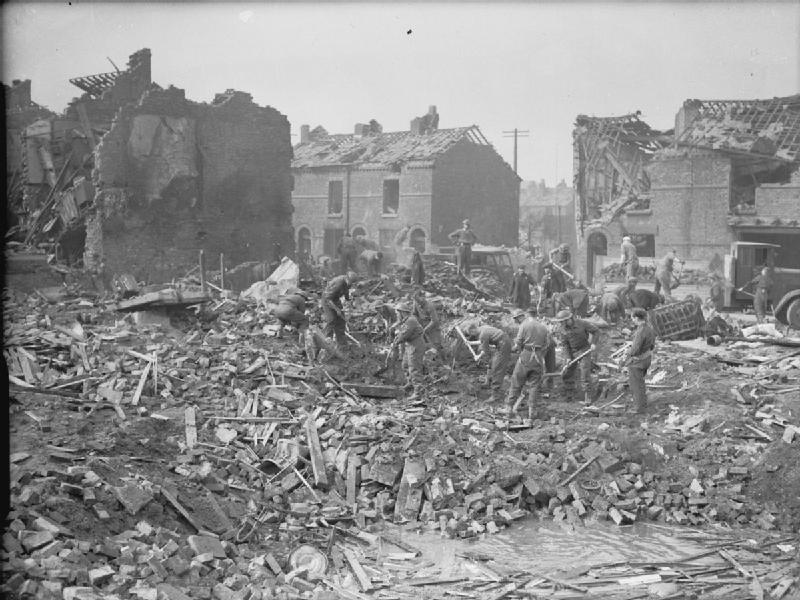
バーケンヘッド（1941年3月撮影）

秋になるとロンドン特有の霧が深まり、西風によって東進するため、南東側から攻撃する独軍に取って極めて不利となった。このため、10月20日をもって、ロンドンへの昼間爆撃が中止が決定された。この時点で独空軍全体の戦力は、本航空戦開始時の4分の3にまで減少した。実際には10月29日のポートランド攻撃が最後の昼間爆撃となり、英空軍は10月31日を本航空戦の終結とみなしている。
以降の爆撃には、独戦闘機は参加しなかった。夜間爆撃の訓練による独空軍の損耗も、激しいものだった。独軍は誘導装置クニッケバインやXゲレート、Yゲレートを投入したが、英側の電子妨害もあって、十分な効果は得られなかった。
8月以降、夜間爆撃を中心に行っていたシュペルレ元帥の第3航空艦隊は、戦略や作戦の目的を達成するのではなく、英国への「懲罰」として爆撃を継続した。独空軍が最も成果を挙げたのは11月14日から15日にかけて、快晴かつ満月の夜に行われた夜間爆撃で、コヴェントリーに三度に渡って出撃し、工場施設を破壊した。しかし、これは偶然による結果で、二度と同程度の大損害を与えることは無かった。夜間爆撃に対する、英側の防衛体制（夜間戦闘機、高射砲）は十分ではなく、独爆撃機の損害は低下した。
外交情勢では、1940年（昭和15年）9月27日、日独伊三国同盟が締結された。10月にはルーマニアに進駐（第二次世界大戦中のルーマニア）さらに11月には、ソ連のヴャチェスラフ・モロトフ外相が訪独してヒトラーと会談する等、ドイツ首脳部の関心は東部戦線、来るべき対ソ戦へ移っていった。
こうして独空軍は、少しずつ、そして1941年5月以降は大規模に東方に移駐した。少ない例外のひとつはフォッケウルフ Fw 200で構成された第40爆撃航空団（KG40）であり、ブリテン島西海岸付近の船舶を中心に爆撃を行った。
1941年4月以降、独軍の夜間空襲も終息し、同年5月21日が最後の夜間爆撃となった。同年6月22日、バルバロッサ作戦発動により独ソ戦が開始された。

### 両軍の戦果と水増し

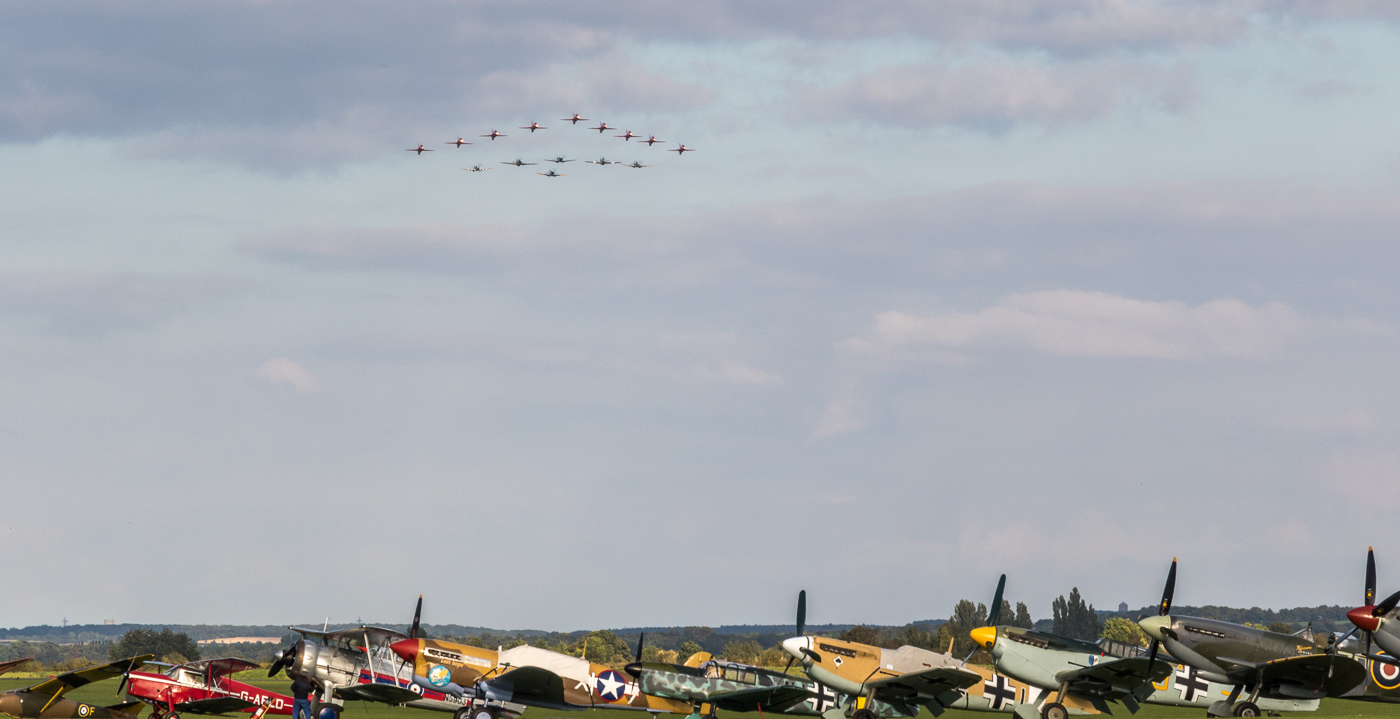
バトルオブブリテン75周年航空ショー

本航空戦では両軍とも撃墜数を故意又は誤認（複数のパイロットが同一機の撃墜を別個に報告する等）により、大幅に水増ししていた。以下はリチャード・ハウ＆デニス・リチャーズ（1994年）が、7月10日～10月31日までの撃墜数を、英独の公刊資料や先行文献を基にまとめた数値である。英独の被撃墜数は、プライス（原著初版1970年）から変わらない。
- 英空軍：独軍機2698機撃墜（独側の記録：被撃墜1733機）
- 独空軍：英軍機3058機撃墜（英側の記録：被撃墜915機）

こうした両軍の撃墜・被撃墜数の著しい差異は、すでにデイトン（初版1977年）においても指摘されていた。
1940年9月下旬、叙勲のためにドイツ本国に戻っていたガーランドはゲーリングの傍らで戦果と損失を知り、空戦が高高度で行われていることから、相手が地上に激突する瞬間まで追って確認する手段がないのでドイツ空軍の撃墜数が過大に報告されていることを念頭に置きつつ、英空軍の戦闘機部隊が弱体化しないのは英国が全力を挙げて損失を補っているからだと整理し、ゲーリングを励ました。
ディルディ（初版2020年）は、撃墜数のみの比較は素人の考えであるとした上で、8月12日から9月15日までの撃墜比は1.77対1で独空軍Bf 109が優勢だったにもかかわらず、戦闘機の生産数では英国はドイツの3倍にも及んでおり、戦闘における僅かな優位は大局に影響しなかったと分析している。

## 英空軍の多国籍パイロット
| 国籍               | パイロットの数 |
| ------------------ | -------------- |
| ポーランド         | 145–147        |
| ニュージーランド   | 101–115        |
| カナダ             | 94–112         |
| チェコスロヴァキア | 87–89          |
| ベルギー           | 28–29          |
| オーストラリア     | 21–32          |
| 南アフリカ         | 22–25          |
| フランス           | 13–14          |
| アイルランド       | 10             |
| アメリカ           | 7–9            |
| 南ローデシア       | 2–3            |
| ジャマイカ         | 1              |
| パレスチナ         | 1              |
| バルバドス         | 1              |

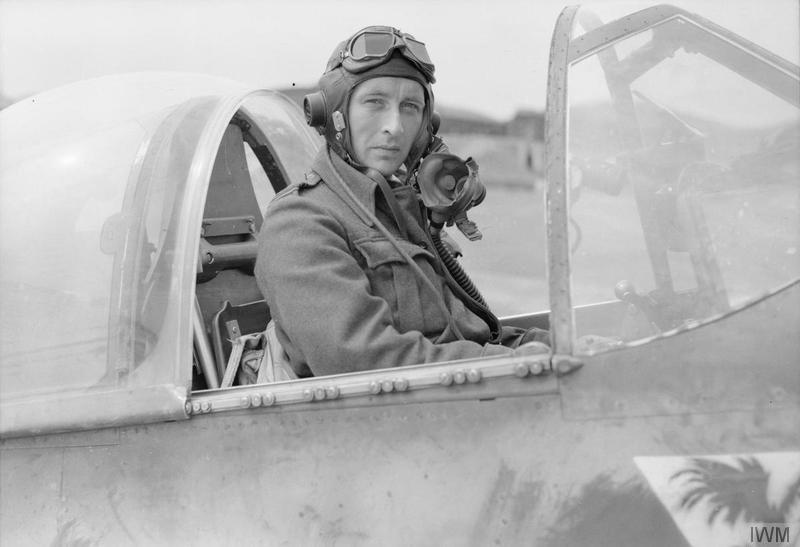
スタニスワフ・スカルスキ

バトル・オブ・ブリテン勝利の大きな要因として、外国人パイロットたちの多大な貢献があった。イギリス空軍は減少していくイギリス人パイロット人員を補うものとして、イギリス連邦諸国やイギリスの植民地さらには外国人パイロットを当初から受け入れていた。イギリス空軍名誉戦死者名簿には510人の外国人パイロットが1940年7月10日～10月31日にイギリス空軍あるいはイギリス海軍航空隊の正規部隊でそれぞれ少なくとも1回の正規出撃をしたと認定されている。
ポーランド人
→詳細は「連合国のポーランド空軍」を参照
1940年6月11日、ポーランド亡命政府（pl）はイギリス政府と協定を締結、イギリスで自由ポーランド陸軍とポーランド空軍を編成、1940年8月に2個（最終的には10個）のポーランド人戦闘機中隊が参加、バトル・オブ・ブリテンには4個中隊（第300爆撃機中隊、第301爆撃機中隊、第302戦闘機中隊、第303戦闘機中隊）が投入され、89人のパイロットが参戦。さらに50人以上がイギリス空軍飛行中隊で戦い、全部で145人以上が参戦した。ポーランド人は最も老練なパイロットたちで、すでにポーランドの戦争とフランスの戦争で実戦経験を積んでいたほか、戦前には高度な訓練を受けていた。ポーランドの英雄タデウシュ・コシチュシコ将軍に因んで名づけられた第303コシチュシコ戦闘機中隊は、8月30日（公式には8月31日）になってから参戦したにも拘らず126機を撃墜、バトル・オブ・ブリテン期間の全戦闘機中隊のなかで最高の記録を挙げた。イギリス側の全パイロットの5%にすぎないポーランド人が、バトル・オブ・ブリテン期間中の全撃墜記録の12%を叩き出した。
チェコスロヴァキア人
多くのチェコスロヴァキア人パイロットも投入された。第310戦闘機中隊と第312戦闘機中隊である。他の連合国軍部隊に配属された者を合わせて、87人以上のチェコスロヴァキア人がイギリスの空を守った。そのうちの一人、ヨセフ・フランティシェクはチェコスロヴァキア人と共に行動することを嫌ってポーランド人の第303コシチュシコ戦闘機中隊に加わり、不慮の事故で殉職するまでに敵機17機を撃墜して、バトル・オブ・ブリテンにおける最高のエース・パイロットとなった。
アイルランド人
バトル・オブ・ブリテンに参加したイギリス空軍パイロットのうちで特筆すべきは、1942年7月に戦死するまでに32機の撃墜記録を挙げたアイルランド人エース・パイロットのブレンダン・フィニュケイン（Paddy Finucane）である。彼は1940年8月12日にBf109を仕留めて初の撃墜記録を挙げ、翌日にもう1機の Bf109 を撃墜した。1941年にはオーストラリア人部隊の第452戦闘機中隊 (452 Squadron) に加わり、51日間で16機の Bf109 を撃墜した。パディと呼ばれた彼は1942年6月27日に21歳でホーンチャーチを基地とする戦闘機部隊の指揮官となった。これはイギリス空軍で最も若い飛行隊指揮官であった。早くに戦死したにも拘らず、イギリス空軍エース・パイロットのうちでは2番目となる撃墜記録を挙げた。
カナダ人
80人のカナダ人が参加、26人がダンケルクの戦いの直後にイギリスに到着したカナダ空軍第一戦闘機中隊に所属しており、そのうち16人がイギリス空軍第242「カナダ人」戦闘機中隊に所属して出撃、残りは他のカナダ人たちとイギリス空軍の各飛行隊に配属された。幾人かのカナダ人は他の部隊に分散配置され、そのうちの1人はポーランド人の第303コシチュシコ戦闘機中隊に所属し、1人は南アフリカ人の第74戦闘機中隊に所属した。他に200人のカナダ人航空兵がイギリス空軍爆撃機軍団やイギリス空軍沿岸軍団で戦った。
オーストラリア人
イギリス連邦の構成国のオーストラリアはいつもイギリスを支える立場にあり、1939年にドイツとの戦争が始まるとロバート・メンジーズ首相はすぐに軍を派遣しイギリスの戦いを支援した。しかし1941年12月に日本とイギリス、オーストラリア間が開戦した後に、瞬く間に日本軍がマレー半島や香港をはじめとするアジアにおけるイギリスの植民地を制圧したのみならず、インド洋の制海権を握ったためにイギリスとオーストラリア間の交通が滞り、さらに1942年2月から1943年11月にかけて日本軍がオーストラリア本土を空襲したことから本土防衛に専念せざるを得なくなり、オーストラリア人の多くはバトル・オブ・ブリテンに参加できなかった。
パレスチナ人
イギリス空軍名誉戦死者名簿には1人のパレスチナ人がバトル・オブ・ブリテンに参加したと記録されている。ジョージ・アーネスト・グッドマン少尉（42598）はパレスチナ（現イスラエル）のハイファ出身だった。彼の貢献は「イスラエル人の貢献」とも紹介されることがある。グッドマン少尉の両親はユダヤ系イギリス人で、彼本人はイギリスの国籍を持ち、ハイゲート・スクール（Highgate School）で教育を受けた。なお彼はパレスチナ人でもイスラエル人でもなく、イギリス人航空兵と看做されることもある。
アメリカ人
イギリス空軍はバトル・オブ・ブリテンにおいて7人のアメリカ人の参加を認定している。イーグル飛行中隊として知られるアメリカの義勇兵で編成された3個戦闘機中隊（第71イーグル戦闘機中隊、第121イーグル戦闘機中隊、第133イーグル戦闘機中隊）もイギリス空軍と共に戦ったが、最初の部隊が参戦したのはバトル・オブ・ブリテン後の1941年2月になってからで、それも昼間攻撃が終わった後の出撃だった。アメリカ参戦後、これら戦闘機中隊は1942年9月にアメリカ第8航空軍第4戦闘航空群に移管された。

## 本航空戦に影響を与えた事項

### 運用構想
1920年代以降、伊空軍のジュリオ・ドゥーエの示した『制空』が大きな反響を呼んでいた。ドゥーエは、エアパワー（≒戦略爆撃）による敵中心の破壊により継戦意思を破砕できるとする「空軍万能論」により、航空優勢（制空権）確保及び都市への戦略爆撃の重要性を説いた。デイトン（初版1977年）は、ゲーリングの野心が、ドゥーエ理論の実践による「航空攻撃のみで英国を降伏させる」ことにあったと論じている。しかし、本航空作戦はドゥーエの主張を以下の点で覆した。
- 爆撃により、英国民の抗戦意思は破砕されなかった[259]。これは第2次世界大戦末期のドイツや日本も同様である[259]。
- 戦闘機のみならず、監視網や対空火器との組み合わせにより、爆撃機の攻撃から、自国を防衛することは可能だった[260]。すなわち「爆撃機は必ず突破する（英語版）」[注釈 17]ことは否定される[260]。

独空軍は、初期のドクトリン『航空戦要綱』（独: Die Luftkriegsführung）を有し、空地連携（近接航空支援）のみならず航空優勢獲得や戦略爆撃について、エアパワーとしての認識を持っていた。しかし、実質的な初代参謀総長ヴァルター・ヴェーファーの事故死等によりウラル爆撃機計画が頓挫し、戦略爆撃能力を持たなかった。爆撃機による攻撃・空地連携を重視した運用構想を持ち、戦闘機はその補助的役割として運用面でも生産面でも軽視され、1939～1940年における航空機製造総数に戦闘機が占める割合は4分の1程度であった。こうした戦力構成の不備は、本航空戦の独空軍の敗因のひとつに挙げられる。

### 航空機

#### 武装

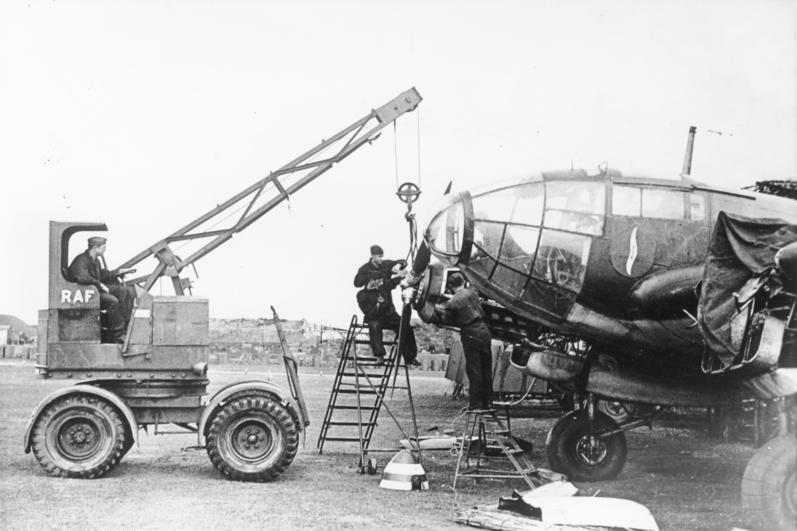
占領地から鹵獲した機材を使って修理するハインケル He 111爆撃機

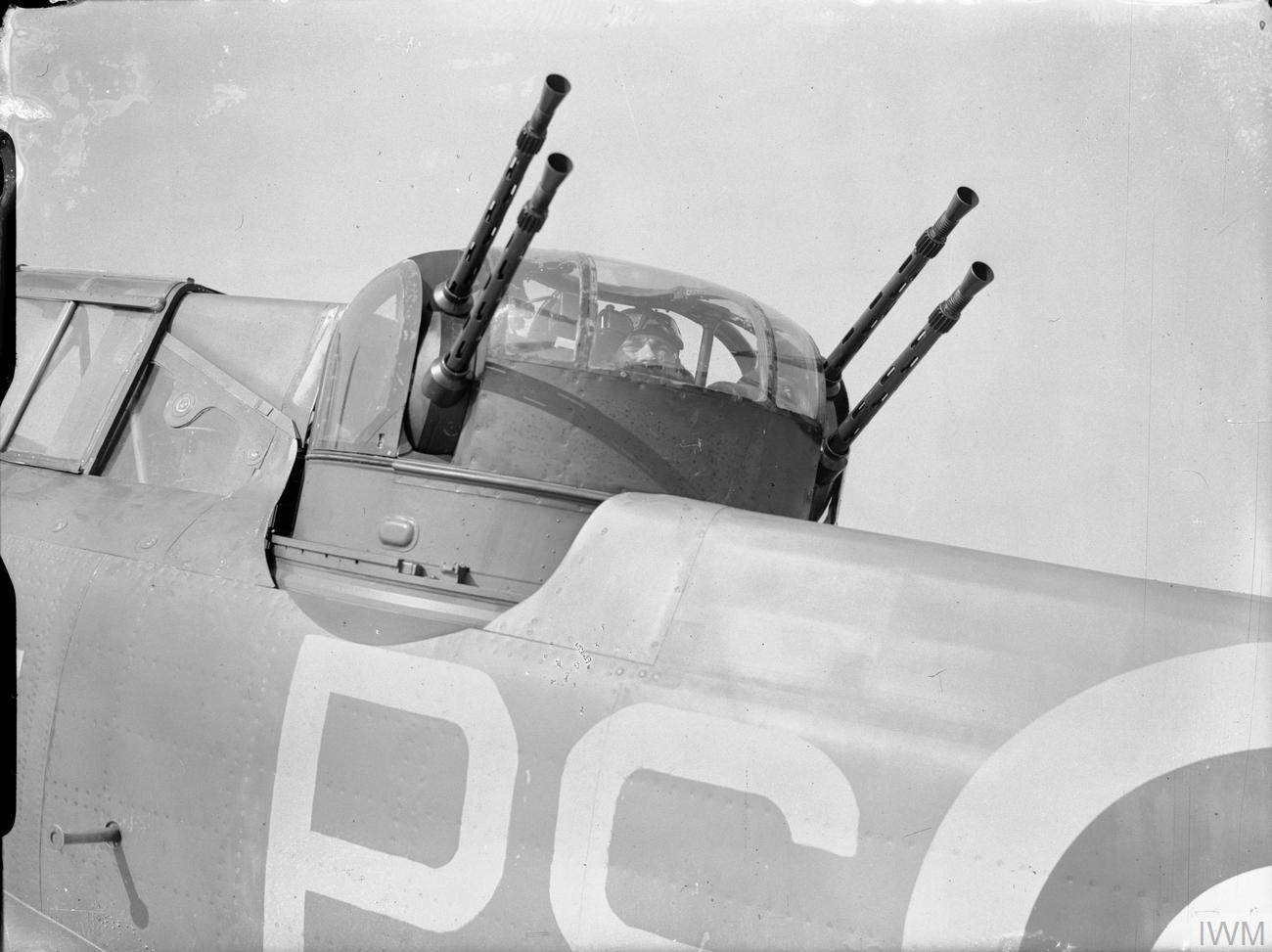
複座戦闘機デファイアントのブローニング .303機関銃

スーパーマリン スピットファイアやホーカー ハリケーンは武装が貧弱という弱点があった。第一次世界大戦時はヴィッカーズ .303（7.696mm）機関銃を機首や胴体側面に1挺ずつ装備し、不良があればパイロット自ら手を伸ばして整備することで対応していた。こうした状況にスピットファイアとハリケーンの仕様取りまとめにおいて、航空機・兵装実験機関（A&AEE）に籍を置いていたラルフ・ソーリーの提言により2挺や4挺だったヴィッカーズ機関銃の採用をやめ、信頼性の高いコルトのブローニング .303 機関銃を8挺へと大幅な強化を目指した。ホーカー社はハリケーンにブローニング機関銃8挺を搭載する解答を出し、スーパーマリン社も4挺（後に8挺）を搭載した。しかし、実戦となると8挺でも.303 機関銃では火力が足りず、戦闘機はもちろん爆撃機も撃墜し切れないことがあった。
対するドイツのメッサーシュミット Bf109は本航空戦開始時の主力E-3型が翼内にMG FF 20mm 機関砲を持ち、F型に更新されるとエンジン軸内（モーターカノン）マウザー MG 151 15mm 機関砲を持っていたため、射程が長く、装甲を容易く貫通するという脅威があり、イギリス戦闘機は主翼の厚みから翼内に機関砲を装備することができず、1940年9月に速度と機動力を犠牲に翼下に吊り下げるイスパノ 20mm 機関砲ポッド搭載型か、11月のユニバーサル主翼タイプらが登場するのを待たねばなかなかった。
フランス上空でハリケーンと誤認された単発複座戦闘機ボールトンポール デファイアントはBf 110や爆撃機を撃墜する戦果を上げたが、バトル・オブ・ブリテンでは重荷になっていた。単座戦闘機の場合、高速を出しながら操縦し、照準、射撃という簡単ではないプロセスを時に重力を受けながら的確に操作する必要があったため、ブリストル ファイターと同じ流れでパイロットが操縦に専念し、後部座席の射手が攻撃に専念すればシンプルであるという魅力があった。しかし、自機の尾翼への誤射を防ぐため真後ろへ射撃できず、同じようにパイロットを撃たないよう前方への射撃にも制限があった。9月以降、デファイアントは昼間の迎撃戦闘から外されて夜間戦闘機への改装されたが、すでにブリストル ボーファイターがその任に就き始めていた。

#### 航続距離

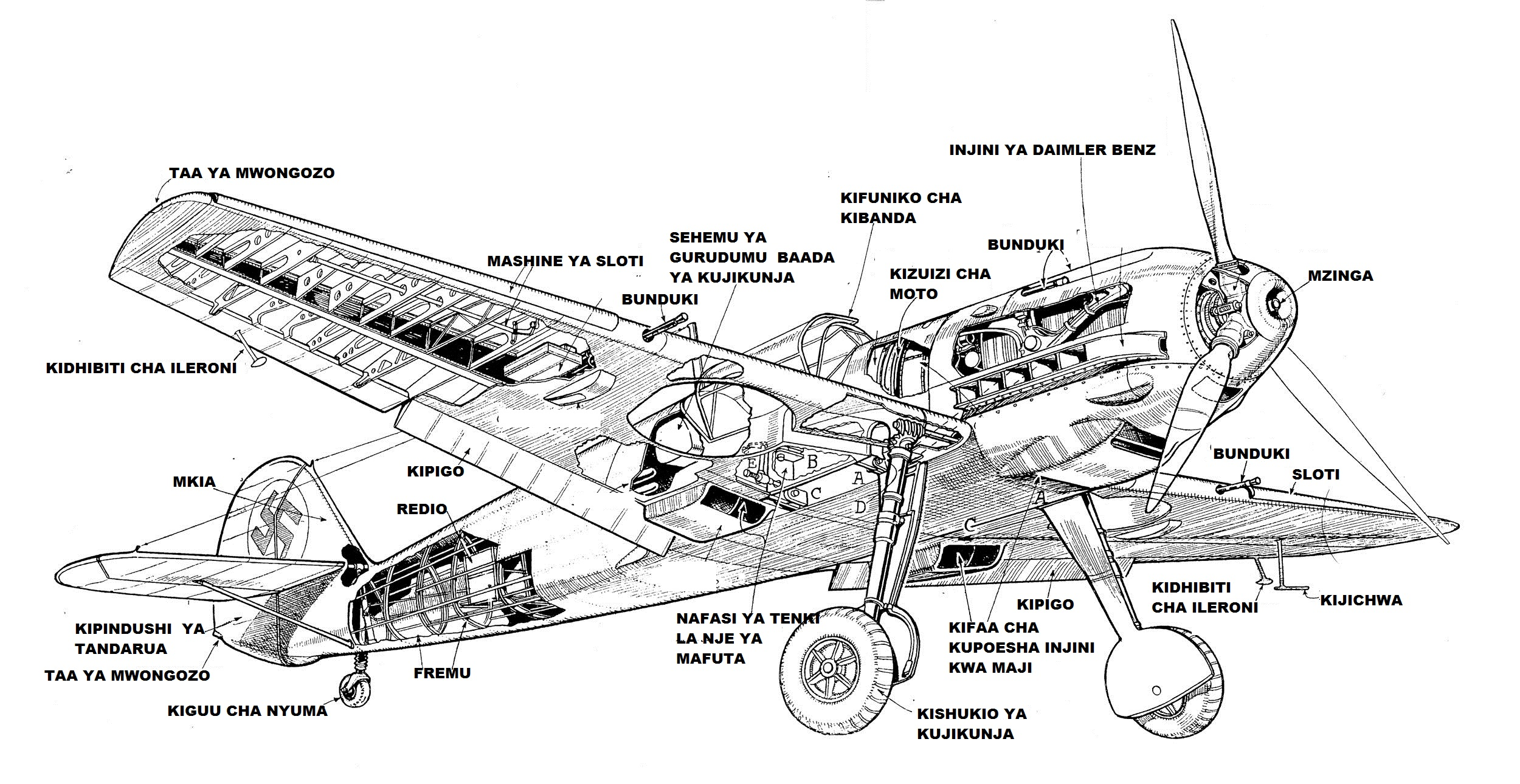
メッサーシュミット Bf 109 E型の透過図

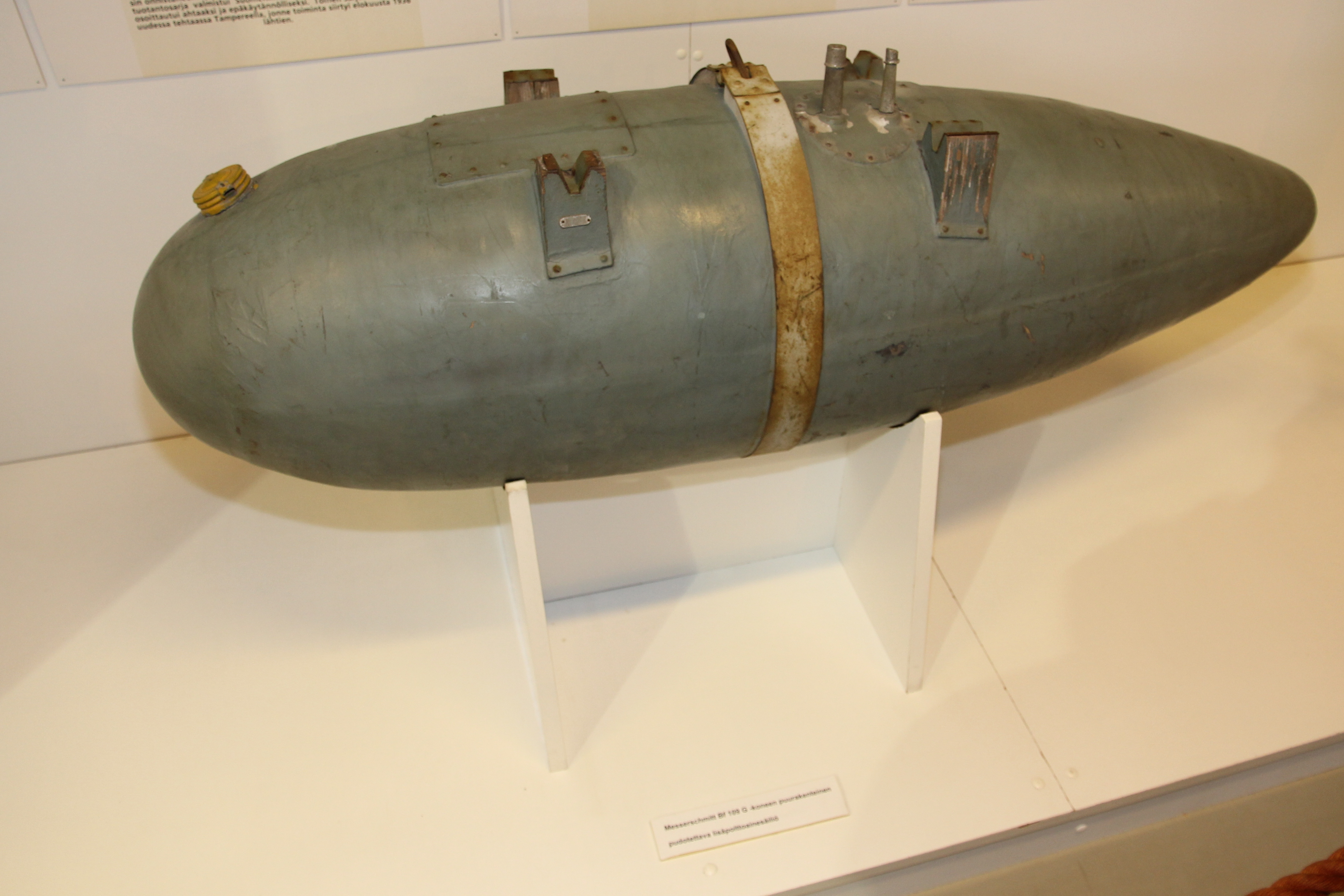
Bf 109 E-7型で装備可能になった300L増槽

独空軍の致命的な欠陥は、爆撃機の防御力が低く、戦闘機による援護を必要としたことだった。しかし、メッサーシュミット Bf109は航続距離が短く、双発戦闘機（ドイツ側では駆逐機）メッサーシュミット Bf110が航続距離の長さから爆撃機の護衛をしてきたが、軽快な英軍戦闘機に対抗できなかった。
ゲーリングの指示によって Bf 109が爆撃機を攻撃してくるイギリス軍戦闘機を撃退するようになったが、そこでも新たな問題が生じていた。それは作戦当初から懸念されていたBf 109の航続距離の短さが、想定以上に作戦に大きな影響を与えていることであった。そしてこの欠陥はさらにドイツ空軍に大きな損害を強いることになっていた。また、副次的な欠点としてBf 109は補助翼の操作が重く、方向舵にはトリム・タブがなかったため、左旋回が苦手であった。
マーティン・ケイディン（1971年）が自著においてイギリス本土上空ではせいぜい20分しか戦闘することができないと執筆し、これが後に日本語圏で定説として広まった。また、リチャード・ハウ、デニス・リチャーズ（1994年）らも、Bf 109は「ロンドンを越えて僅か数マイル飛んだだけで、空戦に用いる時間は皆無」と評した。Bf 109の胴体内のタンクはパイロットを囲むように配置され、燃料は400リットル（英88インペリアル・ガロン）あったが、全速状態だと1時間しか飛行できなかった。
独空軍側からも、当時指揮官パイロットだったアドルフ・ガーランド（初版1953年）は、独空軍が航空優勢を確保できなかった原因として、Bf 109の航続距離の短さを挙げ、すでにスペイン内戦で使用実績があった増槽が採用されなかった事実を述べている。
ケイディン（1971年）も増槽を装備すれば解決することで、なぜ開発に取り組まなかったのか疑問視した。
作家のヨッヘン・プリーン（1992年、独: Jochen Prien）によればBf 109増槽装備型としてE-7は1940年8月から配備されていたが、同8月から新型マーリンエンジンを搭載したスピットファイア Mk.II（マーク2）が配備され始めたため、これを凌ぐ性能を持ち、増槽と爆弾を当初から装備できるBf 109 F（フリードリヒ）型の生産を優先したとしている。E-7の生産は438機に留まった。
作家の飯山幸伸（2003年）によると1940年8月には配管を改めて増槽を装備可能なBf 109 E-7が配備されたものの、燃料漏れなどの初期不良が相次ぎ、改善こそ進められたが、E-7型は増槽を搭載せずに出撃することが珍しくなかった。バトル・オブ・ブリテンも緒戦を過ぎた時期ではあったが、実地試験も兼ねてF型は10月から配備が始まり、航続距離の問題は解決を見た。

#### 改良

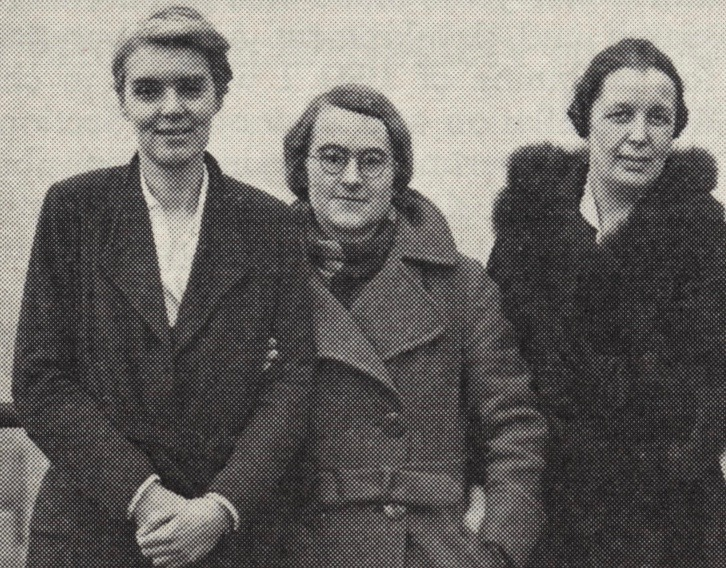
王立航空機関(RAE)の女性科学士官たち（写真中央がマーリンエンジンの問題を解決したベアトリス・シリング）

本航空戦の中で、生産される戦闘機も順次改良が加えられて洗練されていた。独空軍戦闘機パイロットは、Bf 109がスピットファイアに追われた場合、急降下すれば容易く退避できることを戦闘の中で気が付いた。これはガソリン直噴エンジンのユンカース ユモ 210を搭載するBf 109は、急降下してもエンジンへの燃料供給には問題なく性能が落ちることがなかったのに対し、スピットファイアのエンジンはキャブレターの問題で、急な姿勢変化をすると燃料供給が円滑にいかず、ブツブツいって失速することが多かったからであった。主力となっていたBf 109E型はダイムラー・ベンツ DB 601を搭載し、スピットファイアの弱点をついて一時空戦を有利に進めていた。
一方、1940年の時点でイギリスの研究者ベアトリス・シリングらはこの問題に気づいており、1941年からベアトリス自ら基地を巡ってキャブレターの改良に着手していた。ただし、根本的な解決は1943年に圧力型キャブレターの量産開始を待たなければならなかった。

### 戦術、戦技

#### 新戦術の開拓

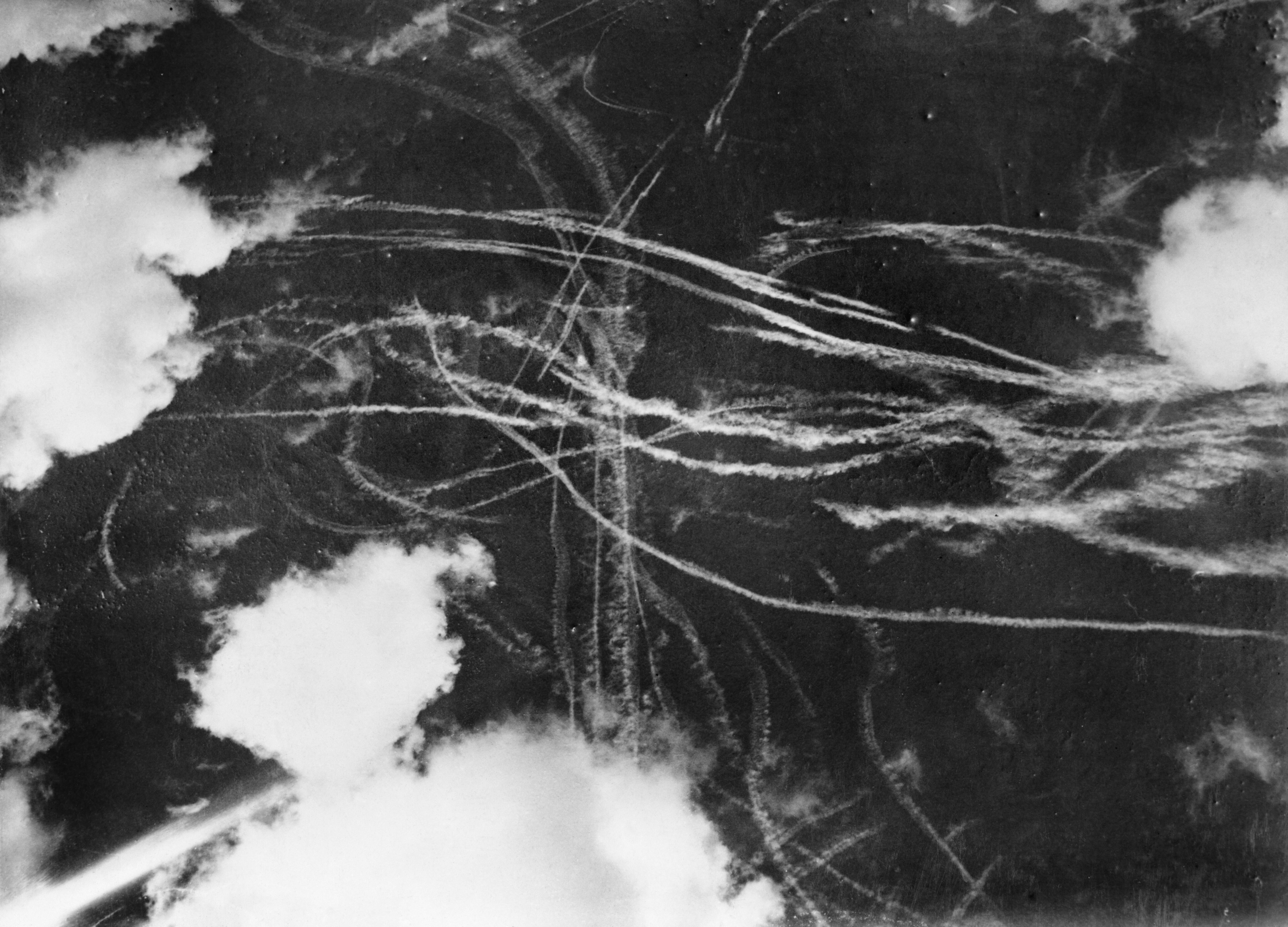
イギリス戦闘機とドイツ戦闘機の空戦

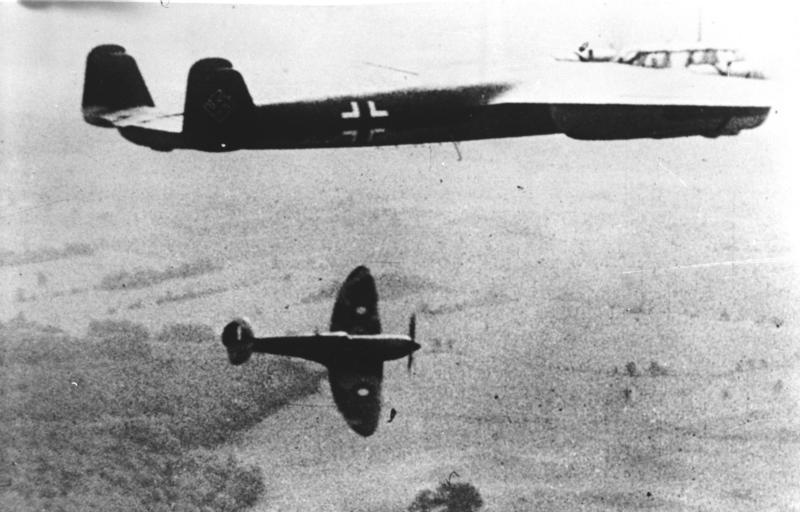
英戦闘機スピットファイアから逃れる独爆撃機ドルニエ Do 17

英空軍では、従前、編隊飛行を重視し、中隊が散会して小隊ごと交戦し、再び元の編隊を組み直す「交戦空域における攻撃」（英: Fighter Area Attack）をとっていた。しかし、敵の要撃（邀撃）のための機動に際して中隊規模の編隊を維持することは現実的ではなく、小隊単位に散会しさらに無統制の空中戦（巴戦、格闘戦）に陥るが、この空中戦の訓練が不十分だった。英空軍のパイロットだったフレデリック・ロジエ（当時25歳、後に空軍大将）は、上官が無理解で、空中戦という戦法そのものに反対だったと回想している。この標準型の攻撃は、援護機を伴った爆撃を含む、対戦闘機戦には不適で、英空軍パイロットたちは「尻尾のチャーリー」（英: Tail-end Charlie）を指名し、後方で遊弋させる戦術を取った。
他方、独空軍では、1938年のスペイン内戦を通じて、ヴェルナー・メルダースがロッテ戦術を編み出していた。シュヴァルム（独: Schwarme、群れの意）と呼ばれる距離を保った4機編隊が、会敵後、ロッテ（独: Rotte）と呼ばれる2機編隊に分離するもので、監視性・柔軟性に優れ、各国で採用された。本航空戦の後半になると、英空軍では標準型の攻撃は行われず、独軍式のシュヴァルム隊形（英語ではフィンガー・フォー隊形と呼称）を用いる部隊も現れた。
独軍側もまた、出撃の方法を変えることで、レーダー網の回避や英軍機の殲滅を図った。
- 8月中旬以降、独空軍は英レーダーを回避するため、陽動で小規模な編隊を差し向けて英軍の緊急発進を誘い、その後、大規模な攻撃部隊により給油等で在地の英軍機の破壊を試みた[157]。
- 8月18日、レーダーを回避するため低高度で急降下爆撃機Ju 88と爆撃機Do 17が無援護で侵入して地上施設を攻撃し、中高度帯ではBf 109に援護された爆撃機の大編隊が侵入した[283][284]。いわば、爆撃機を囮にして戦闘機同士の戦闘を生起させ、英軍を殲滅しようとする戦術だった[285]。
  - ケンリー空軍基地（英語版）では、このドイツ空軍の新戦術が成功し、100発以上の爆弾が飛行場に命中、難敵ホーカー ハリケーンを地上で6機も撃破し、格納庫10棟を炎上させて、ケンリー空軍基地を修羅の巷と化して損害もなく飛び去って行った[286]
  - ビギン・ヒル空港（英語版）爆撃では、空港に多数の弾痕と不発弾を残した以外は大きな損害はなかった[286][注釈 18]

この戦術は、爆撃の精度に影響し、一日で見直されることとなった。また急降下爆撃機Ju87 は異機種との交戦に弱く、多数の未帰還機を出しており、この日以降、イギリス本土での主要任務からシュトゥーカが外された。

#### ビッグ・ウイング論争
前述の通り、8月26日に至り、英第11飛行群司令キース・パーク少将とに対する個人的嫉妬から、第12飛行群司令トラッドフォード・リー＝マロリー少将は「ビッグ・ウイング」構想を支持した。
爆撃機の大規模編隊を攻撃する場合、相対的に効果が大きいのは、大規模又は小規模な戦闘機部隊のいずれかか、という問題は1939年春から提起されており、戦闘機軍隊司令ダウディングは「飛行中隊の戦術単位が運用に適当」という結論に至った。パークもこの方針に一致し、高度差をつけて、独空軍爆撃機にはハリケーン中隊で対処し、高高度の独空軍戦闘機（Bf 109）にはスピットファイア中隊で対処させた。パークが1～2個中隊で対処したことは、現実的かつ合理的であると評価される。
これに対し、敵との兵力差が大きい場合、英空軍戦闘機が空中集合して3～4個中隊で交戦する（ただし集合までの間に独軍が爆撃するリスクを許容する）「ビッグ・ウイング」構想を、第12飛行群のダグラス・バーダー中佐が提言し、リー＝マロリーも支持した。第12飛行群隷下では実行に移され、9月15日の「バトル・オブ・ブリテンの日」にも大きな戦果を挙げたが、戦果の水増しも判明している。
しかし、ベーダ―の直属の部下だったピーター・マクドナルド議員は、ベーダ―の構想を知己であるチャーチル首相と空軍次官ハロルド・バルフォアに持ち込み、10月17日に空軍首脳らとダウディング、パーク、リー＝マロリー、そしてベーダ―による会議が招集される事態となった。ハウ＆リチャーズ（1994年）は、この会議はダウディングやパークを非難する「査問会議」とまでは言えないが、事前連絡の不備など不公正さが疑われる部分もあったとしている。

### 生産能力

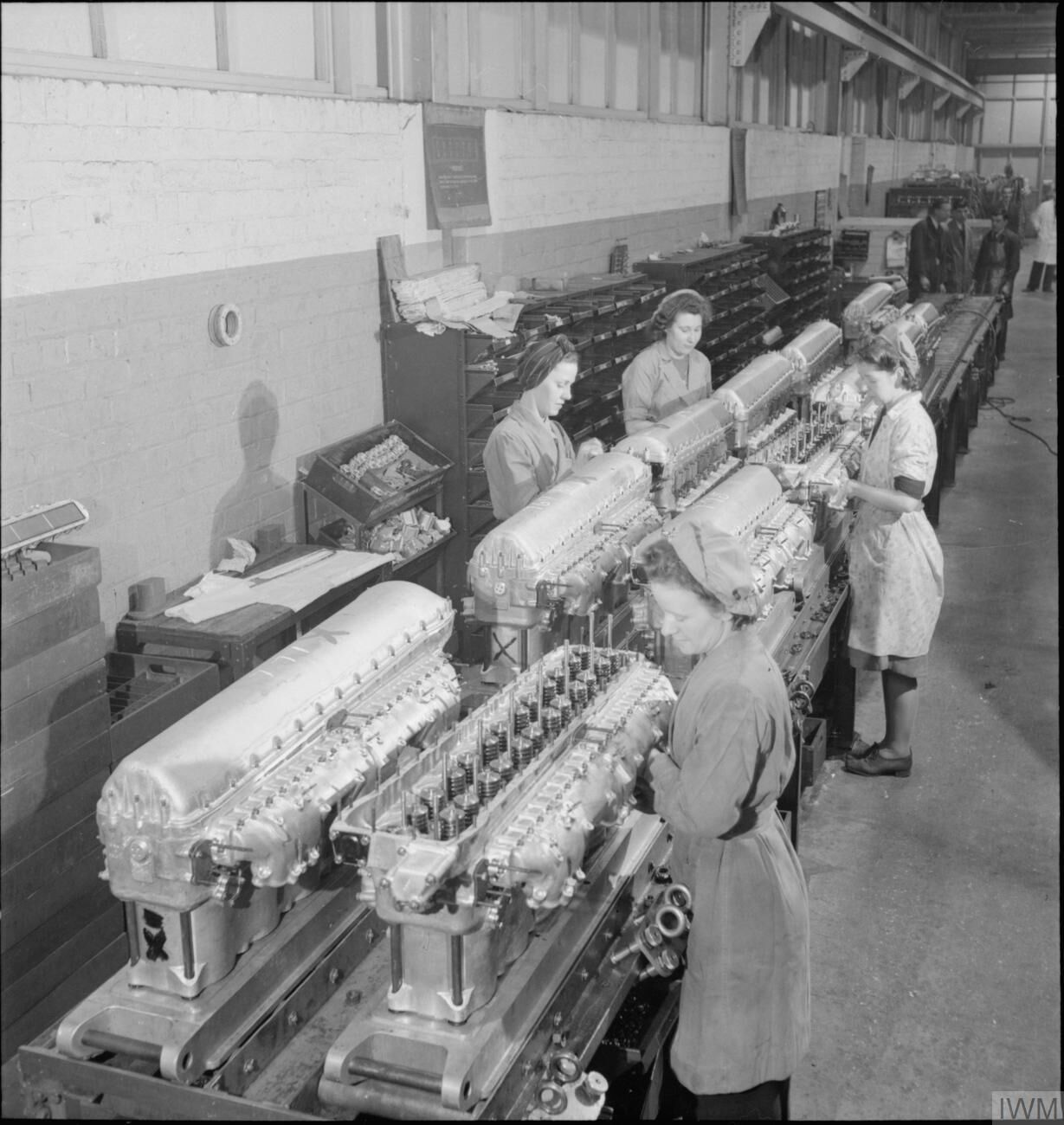
ロールス・ロイス マーリンエンジンを製造する女性工員（1942年）

英国は1930年代の軍拡「F号計画」の際に、「影の工場」制度を採り入れ、民間企業を転用した分散型の航空機増産体制を構築していた。
1940年5月、ウィルフリッド・フリーマン管轄の開発生産局から航空機生産省を独立させ、ビーヴァーブルック男爵に航空機生産大臣が任じられた。フリーマンと彼の部下アーネスト・レモン、ウィルフリッドの後任チャールズ・クレイヴンら航空省、航空機生産省など多くの職員による下地作りがあって、ドイツ空軍による空襲下でも毎月戦闘機の生産数を増加させようと邁進していたところ、ビーヴァーブルックのリーダーシップが最後の一押しとなって量産体制は軌道に乗った。
当時の英国の生産機数は、以下のように文献によって差があるが、いずれにせよ英国は本航空戦の間、戦闘機の大幅な増産に成功した。
- ビショップ（初版1968年）によれば4月に戦闘機は月産256機であったのが、その5か月後には467機と戦闘機の生産は大幅に増加していた[300]。
- ハウ&リチャーズ（1994年）によれば5月は計画上261機に対し、実際は325機、6月の計画では292機に対し、実際は446機であった。7月と8月も計画では611機だったが、実績は972機と戦闘機の生産は大きく上回っていた[86]。

対する独側は、1940年におけるBf 109の月産は約125機程度にとどまり、大幅な増産は敗色濃厚となった1943年以降だった。
本航空戦期間、すなわち1940年～1941年に、その後の大戦期間を通じた連合軍の生産面での優位が決定的になった。

### パイロットの確保

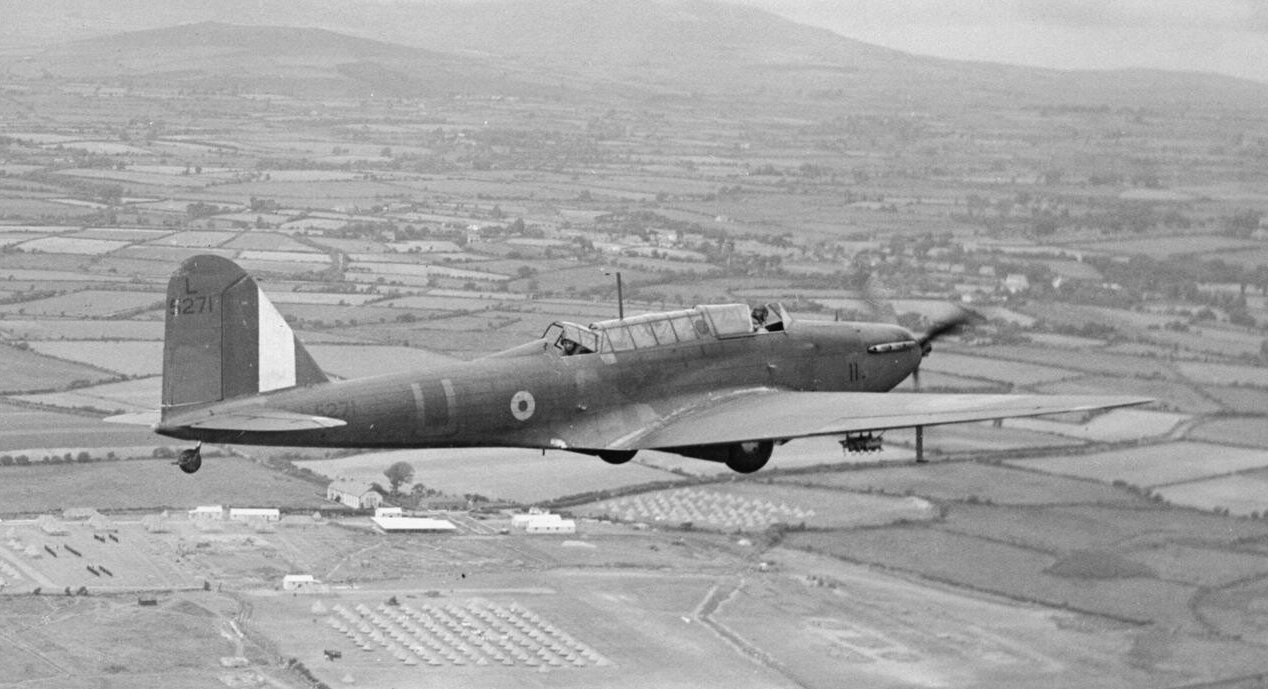
フェアリー バトル戦闘機で訓練中のポーランド人（1940年）

8月18日の戦いは先の15日の激戦「暗黒の木曜日」を再現するかのような戦いとなった。
ジョン・ベダー（1971年）によれば、独空軍は71機もの作戦機を失う大損害を被ったが、イギリス空軍の損失は27機に過ぎず、さらに多くのパイロットが救出されたので戦死者は10人に止まった。この日のように、本土上空で戦うイギリス空軍パイロットは乗機が撃墜されても、脱出に成功して多くが生還し再度出撃できたが、敵地上空で戦う独空軍パイロットは戦死するか、脱出できてもそのまま捕虜となって永遠に失われるため、独空軍は英空軍と比較して、機体の損失の対比以上に、パイロットの損失が遥かに大きくなった。
英空軍では8月18日の損害の後、ダウディングは政治力を発揮し、若手戦闘機パイロットを「子供たち」と呼んで大事にしているチャーチルの口添えもあって、沿岸軍団や爆撃機軍団から53人のパイロットを移管させることに成功し、これらのパイロットはわずか6日間の戦闘機教練だけを受けて、戦闘機軍に配置された。
英国は、各国からの義勇パイロットも集めた。特にポーランド亡命政府（pl）とは協定を締結し、ポーランド人パイロットで編成された中隊が参戦した。ポーランド人義勇パイロットは、ヴィトルト・ウルバノヴィチのように、先行して英空軍に入隊して戦っている者もいたが、8月2日に第303コシチュシコ戦闘機中隊が編成され、そこに集められた。その後も順次ポーランド人パイロットによる中隊が編成され、バトル・オブ・ブリテンに参戦したポーランド人パイロットは145人に上り、イギリス帝国の各国を含めても、もっとも多くの外国人パイロットが参戦した国となった。

### 現場とのギャップ
| ゲーリングらOKWとしばしば対立したアドルフ・ガーランド |  | スペイン内戦でロッテ戦術を考案したヴェルナー・メルダース |
| ゲーリングらOKWとしばしば対立したアドルフ・ガーランド |  | スペイン内戦でロッテ戦術を考案したヴェルナー・メルダース |

ガーランド（初版1953年）は1940年8月中旬、メルダースと共にカリンハルでの会議に招集された際、ドイツ本国、ベルリン近郊市街地が平和な様子であり、上級司令部も、現場の苦境に対して楽天的な認識であることを回想している。
さらにこの2週間後、フランス沿岸で二人は再度ゲーリングと会談する機会を持った。戦闘機部隊を軽視・非難し、あくまで爆撃機寄りの見解を示すゲーリングが、戦闘機の指揮官らに要望を尋ねると第26戦闘航空団司令アドルフ・ガーランドは「自分の隊にスピットファイアを装備してもらいたい」と言ってゲーリングを脅かせているが、これは皮肉ではなく操縦性のいいスピットファイアの方がBf 109より護衛任務に適しているとの趣旨だった。また、第88戦闘航空団のヴェルナー・メルダースはBf 109に、より馬力のあるエンジンが必要であると発言した。

### 救難体制

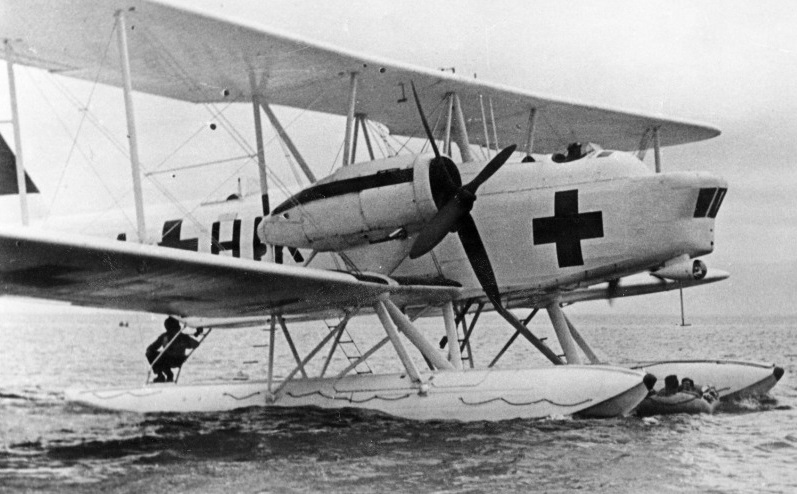
白色に塗装し、赤十字を標章したハインケル He 59は当初30機のみで救難活動を行っていた

両軍で問題となったのはパラシュートで脱出するか、不時着（陸上または水上）したパイロットを海上から救出することであった。
独空軍はパラシュート降下よりも不時着水を推奨し、機体に備わったゴムボートを使用することができた。また、水上機ハインケル He 59、飛行艇ドルニエ Do 18、フランスで鹵獲したブレゲー Br 521などを沿岸の水上機基地に配備させ、救命胴衣を着たパイロットを迅速に救助した。
これに対し、英空軍のパイロットも漏れなく救命胴衣を着用していたが、夏でも海水温が低いドーバー海峡は低体温症になりがちで、近くを航行中の船舶に運良く回収されなければ、死亡に至るケースもあった。海峡の通行を禁止されるとそれも不可能になったため、7月末に陸軍のウェストランド ライサンダーを借り受け、海峡を捜索させ、発見次第ボートを投下し、海軍の高速艦に通報するようになった。
後の1940年10月、エルンスト・ウーデットの提言でドイツ空軍は海峡に黄色の海難救助用に備品を内包した浮標（ブイ）が設置され、ドイツ、イギリスに問わず、パイロットは目立つブイの側で救助を待ち、捜索救難の任に当たる機は国籍を問わず救出するようになり、敵対国のパイロットはそのまま捕虜になった。

## 研究史、専門家の評価
バトル・オブ・ブリテンは、多くの歴史学者、作家により研究がなされてきた。しかしながら、最初期の作品の多くが、英国のプロパガンダ冊子（1941年発行、公式パンフレット156）に依拠し、またドイツ側資料を検討しておらず、推論や兵士の証言で構成されていると批判がある。資料の偏重は、ダウディングやパーク、そして戦闘に貢献した「かくも少数の者たち」を偶像化することとなり、批判的論調は彼らへの冒涜と見なすことに繋がっている。
こうした状況の中で、作家のアルフレッド・プライスは優れた例外として評価される。また2001年初版のスティーブン・バンゲイ著『The Most Dangerous Enemy: a History of the Battle of Britain』以前の主要な著者は、ドイツ連邦公文書館軍事記録局の資料を顧みていないと、ディルディ（2018年）は批判している。

### 1990年代までの論調

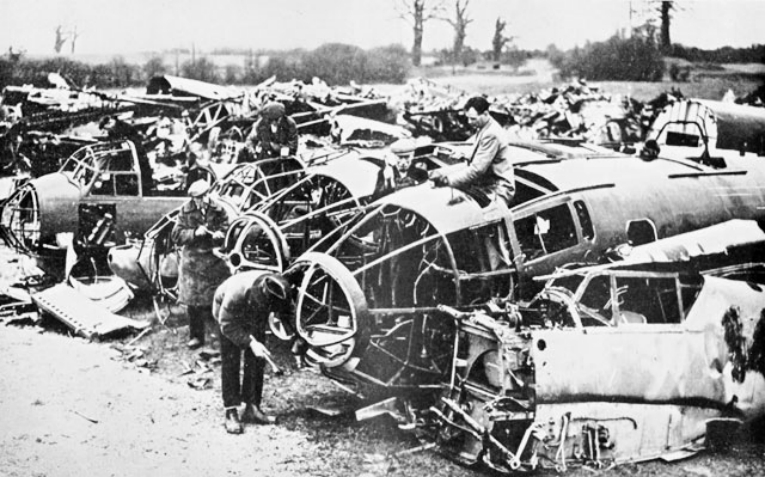
撃墜されたドイツ軍爆撃機の残骸

以下のように英軍の不利や国民の結束、あるいは独軍の慢心・敗北を強調した記述・表現が見られる。
リチャード・コリヤー（初版1966年）は、8月上旬の描写として、英空軍の戦闘機部隊が「三倍の敵と（中略）対峙している」と記した。
エドワード・ビショップ（1972年）によれば、ドイツ空軍は第二次世界大戦開戦前には、イギリス本土に次々と建てられるレーダーアンテナに警戒し、飛行船を使って偵察を繰り返してその性能を確かめようとしていたが、開戦後にドイツが破竹の進撃で勝利を重ねると、すっかりと慢心してしまい、イギリスのレーダーへの関心を失ってしまったが、この慢心は後に仇となってドイツ空軍に返ってくることになった。
ハンソン・ボールドウィン（1967年）は純軍事的な観点から、ドイツ軍が都市爆撃に固執した結果、一般市民に対する無差別爆撃は世界中の反感を買った。世界の人々の心を駆り立ててイギリス支持に向かわせ、イギリス国民もヒトラーやゲーリングの思惑とは全く逆の反応で、戦争に対する決意を固めさせることになってしまったと記している。
アルフレッド・プライス（原著初版1970年）はこの戦いで多数のベテランパイロットが失われ、「無敵ドイツ空軍」の神話は永久に打ち破られたと評した。独軍パイロットだったアドルフ・ガーランド（原著初版1953年）も、本航空戦を通じ「無敵の神話は消し飛んだ」と認めている。
また、独軍のアシカ作戦中止については、以下のように論じられた。
工学者の木村秀政（1981年）によれば、大戦後の調査の結果、イギリス機915機に対して、1,733機のドイツ機が墜落しており、このために、ヒトラーはイギリス侵攻の考えを諦めることになったといわれている。しかし、歴史家のリチャード・ハウ、デニス・リチャーズ（1994年）らはアドルフ・ヒトラーはアシカ作戦の延期の決定後も積極的に圧力をかけるよう命令しており、エニグマ暗号解読機からの情報でもイギリスは作戦延期や中止の情報を手に入れることができなかったとしている。同時にドイツもまた情報の共有という認識が欠落していたこと、機材の準備不足を敗因にあげている。

### 2000年以降

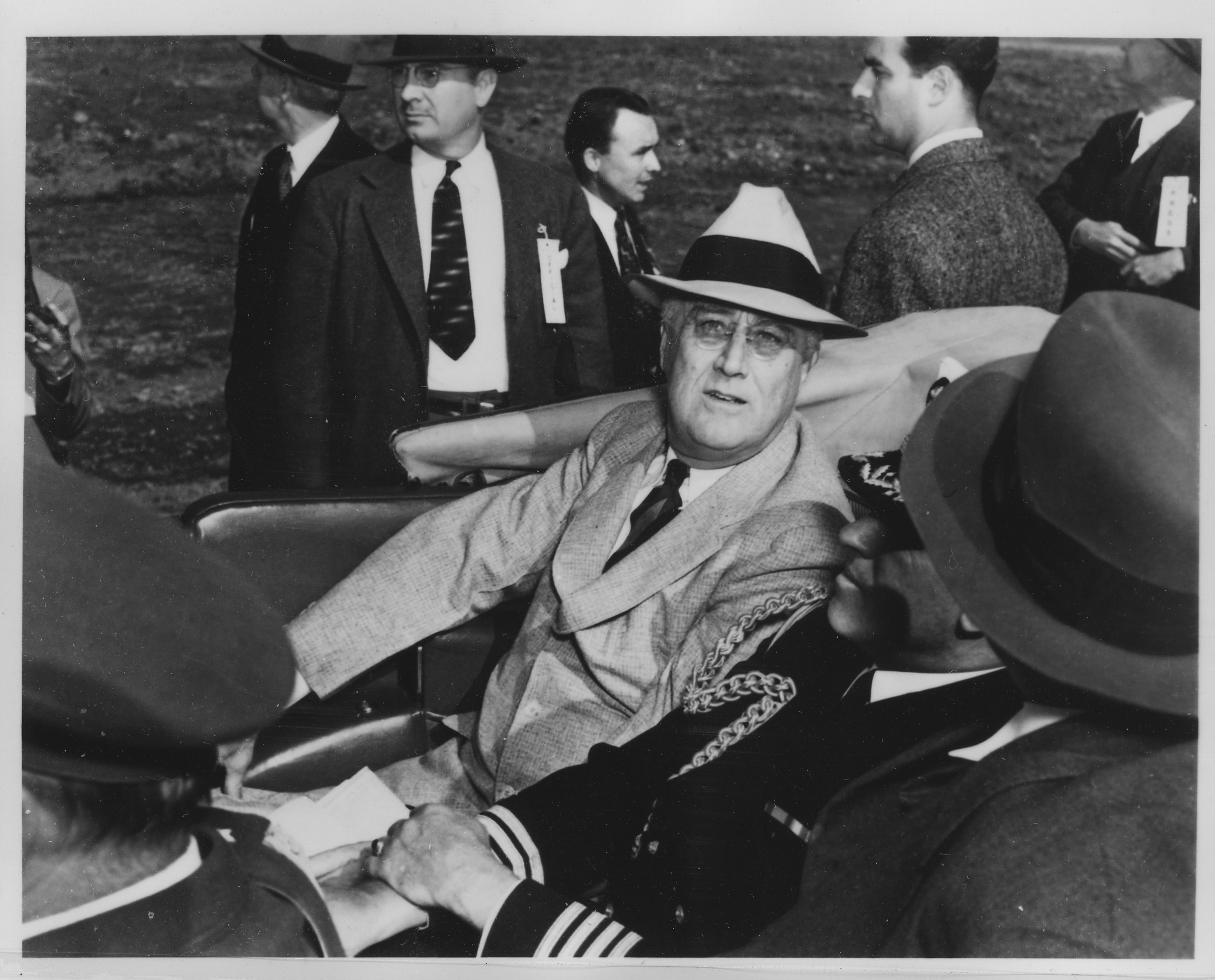
イギリス首相チャーチルはアメリカ大統領ルーズベルトから駆逐艦・基地協定など協力を引き出す（1940年8月）

以下のように、数値を示しながら独軍の敗因を論じている。
ポール・ケネディ（2013年）はこの戦いについて歯に衣着せぬ物言いで評価を下している。接収したフランス北部の航空基地を利用する予定だったが、航空基地の設備には差があり、主脚が華奢なBf 109戦闘機には負担となった。ドイツのレーダーは英国よりもかなり遅れており、情報の質も悪かった。ゲーリングやヒトラーが目標選定や近接護衛戦術などについて横槍を入れ、搭乗員には十分な休息がなかった点も問題としているが、ドイツ空軍による波状攻撃はイギリスのパイロット達も疲労困憊させた。そうした人間的側面を前置きしつつ、運用面について言及している。この戦いはドイツにとって当初から予定されていたものではなかった。ヒトラーは英本土上陸のための準備を7月16日に命じたが、第2航空艦隊司令官アルベルト・ケッセルリンク上級大将、第3航空艦隊司令官フーゴ・シュペルレ上級大将の指揮官たちが詳細な指示を受けたのは、8月6日になってからだった。パイロットの訓練や空軍のドクトリンの策定だけでなく、飛行場の整備や燃料供給体制の構築といった基本的な事項にも取り組んでいなかったが、秩序だった組織作りは優秀であり、指導部の命令に対して現場の部隊は迅速に対応して1,000機規模での出撃にこぎつけた点を評価している。軍事行動における主目標の見極めと最適な手段の選択を誤り、基本的な狙いが制空権という漠然としたものに対し、具体性のない命令をしていた。ドイツ空軍はその狙いを果たせず、9月上旬までに800機以上を失い、さらに多数に損傷を受けた。イギリス空軍に多大な損害を与えることこそできたが、9月15日の戦闘でイギリスは海だけでなく空においてもドイツを大幅にしのぐ戦闘能力を備えていることが明らかであるとドイツの指導者に知らしめた。目標選定の失敗、成果を詳細に分析しようとする姿勢がないこと、戦闘機パイロットの損耗が致命的であったと結び、歴史学者のウィリアムソン・マーレー（初版1985年）のドイツ空軍パイロットの損耗についての研究を紹介している。
マーレーの著書によると1940年5月初旬に出撃可能なBf 109のパイロットを1,000人以上擁しており、その月の損耗率はわずか6.8パーセントだったが、9月上旬となるとBf 109パイロットは735人、損耗率は23.1パーセントだった。
歴史学者のリチャード・オウヴァリー（2001年）はイギリス戦闘機の損失は1,220機としている他、イギリスが直面していた脅威を取り除くほどではなかったと慎重な見解をだしている。ドイツ側はイギリス空軍の能力を過小評価し、イギリス側ではドイツ空軍の能力を過大評価していた。そうした戦前の情報に基づいて戦端が開かれた結果、ドイツ側はイギリスを追い込んだと信じ、逆にイギリス側は危機的状況にあると信じ込んだ。
歴史作家のアントニー・ビーヴァー（2015年）によれば、ベネルクス三国とフランスへの侵攻での損失は予想を上回る大きなものとなり、ドイツ空軍は1,248機もの航空機を失っていたが、ゲーリングはその補充には時間が必要だと考えていた。イギリス本土に対する空襲により、イギリス国民43,000人が死亡し139,000人が負傷、60万戸の住宅が破壊されたが、ついにゲーリングは空襲でイギリス国民を屈服させることができなかった。10月には翌年へのアシカ作戦延期を決定していながらアドルフ・ヒトラーは巧みな心理的威嚇を持続させ、イギリスに必要以上の防衛を本国に留めさせることに成功していた。しかし、ベルリンでは作戦の実施が難しいのかでないかという雰囲気の中で、ドイツの外務次官エルンスト・フォン・ヴァイツゼッカーは、「イギリス人を煙でいぶりだすことは重要な武器ではない」と空襲の効果を否定的に見ており、「海上封鎖による飢餓こそが、イギリスに対するもっとも重要な武器である」とUボートによる通商破壊戦がイギリスを屈服させることができると述べており、この後のイギリスを屈服させる戦いは空の戦いから大西洋の戦いへと比重を移していくこととなった。
数字については情報が更新されることもあり、デレック・デンプスターら（2010年）は1940年6月29日のドイツ軍補給部隊の情報に基づき、ドイツ空軍の損害は作戦機1,918機とパイロット2,662人を失ったという分析がある。
ジェレミー・ブラック（2019年）によれば、ドイツ空軍は雷撃機のようなイギリス海軍への攻撃能力が欠如していたため、仮にドイツ空軍がさらに強力で、イギリス海軍上陸作戦を可能にしても補給線（兵站）を結ぶ艦船や港湾への攻撃を阻止できず、失敗するであろうと語った。

## バトル・オブ・ブリテンを題材とした作品
映画
テレビドラマ
- イアン・トレイトン監督『バトル・オブ・ブリテン』London Weekend Television (LWT), Holmes Associates、イギリス、1988年。